# Schnurfüßer
Die Schnurfüßer (Julida) sind eine Ordnung der zu den Tausendfüßern gehörenden Doppelfüßer. Oft sind Vertreter der Schnurfüßer gemeint, wenn umgangssprachlich von Tausendfüßern die Rede ist. Die Ordnung umfasst mindestens 750 Arten, die natürlicherweise auf der Nordhalbkugel verbreitet sind, mit einem Verbreitungsschwerpunkt in Europa und den Vereinigten Staaten. Einige Arten wurden aber auch in andere Regionen der Welt eingeschleppt, so dass sie heutzutage auf jedem Kontinent außer der Antarktis zu finden sind. Es handelt sich um wurmförmige Doppelfüßer, die meistens auf oder im Boden leben, wo sie sich wie ein Rammbock durch das Bodenmaterial graben können. Die Nahrung besteht meistens aus abgestorbenen Pflanzenteilen und Totholz. Aus Europa sind rund 600 Arten bekannt, in Deutschland leben 58 Arten. Damit sind sie die artenreichste mitteleuropäische Doppelfüßer-Ordnung, noch vor den Samenfüßern. Zwei Familien, die Blaniulidae und Nemasomatidae, werden im Deutschen zusammengefasst auch als Fadenfüßer bezeichnet, da sie dünner gebaut sind als die übrigen mitteleuropäischen Schnurfüßer der Familie Julidae.

## Merkmale und Lebensweise

### Merkmale

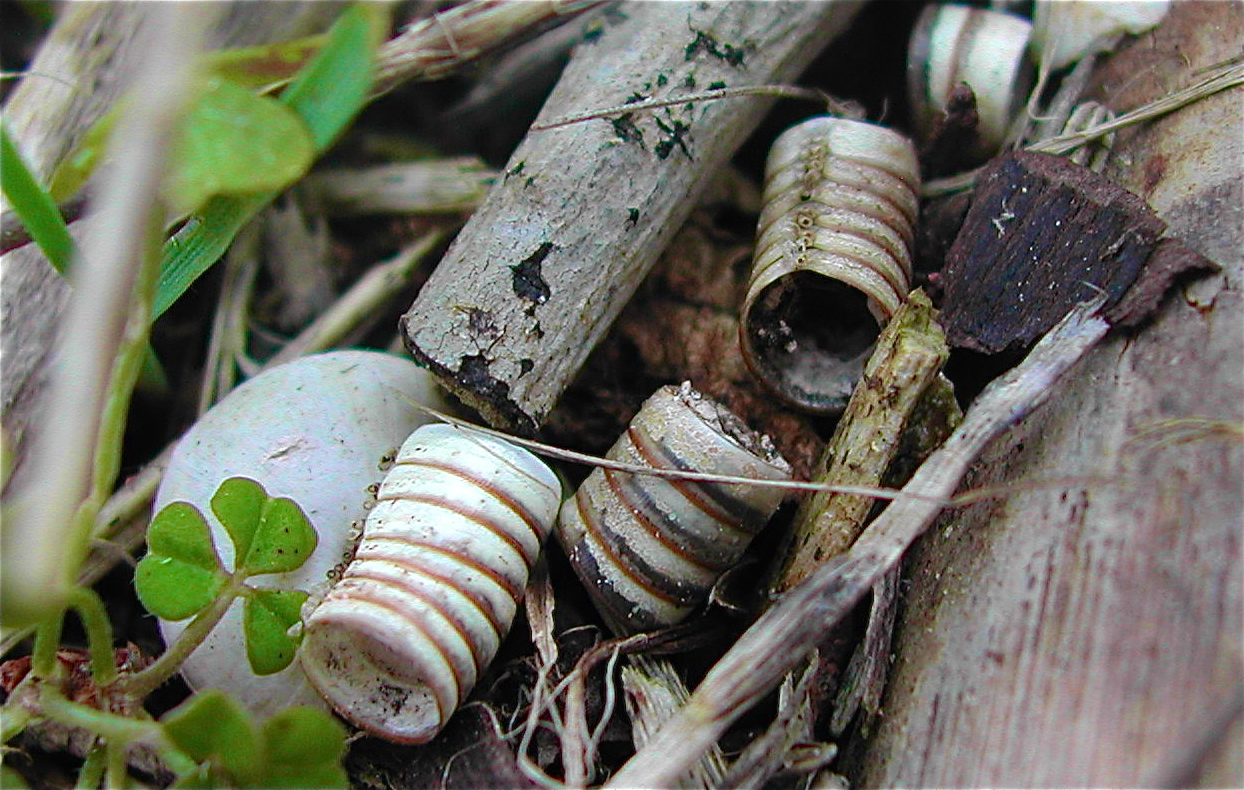
Das leere Kalkskelett eines toten Schnurfüßers

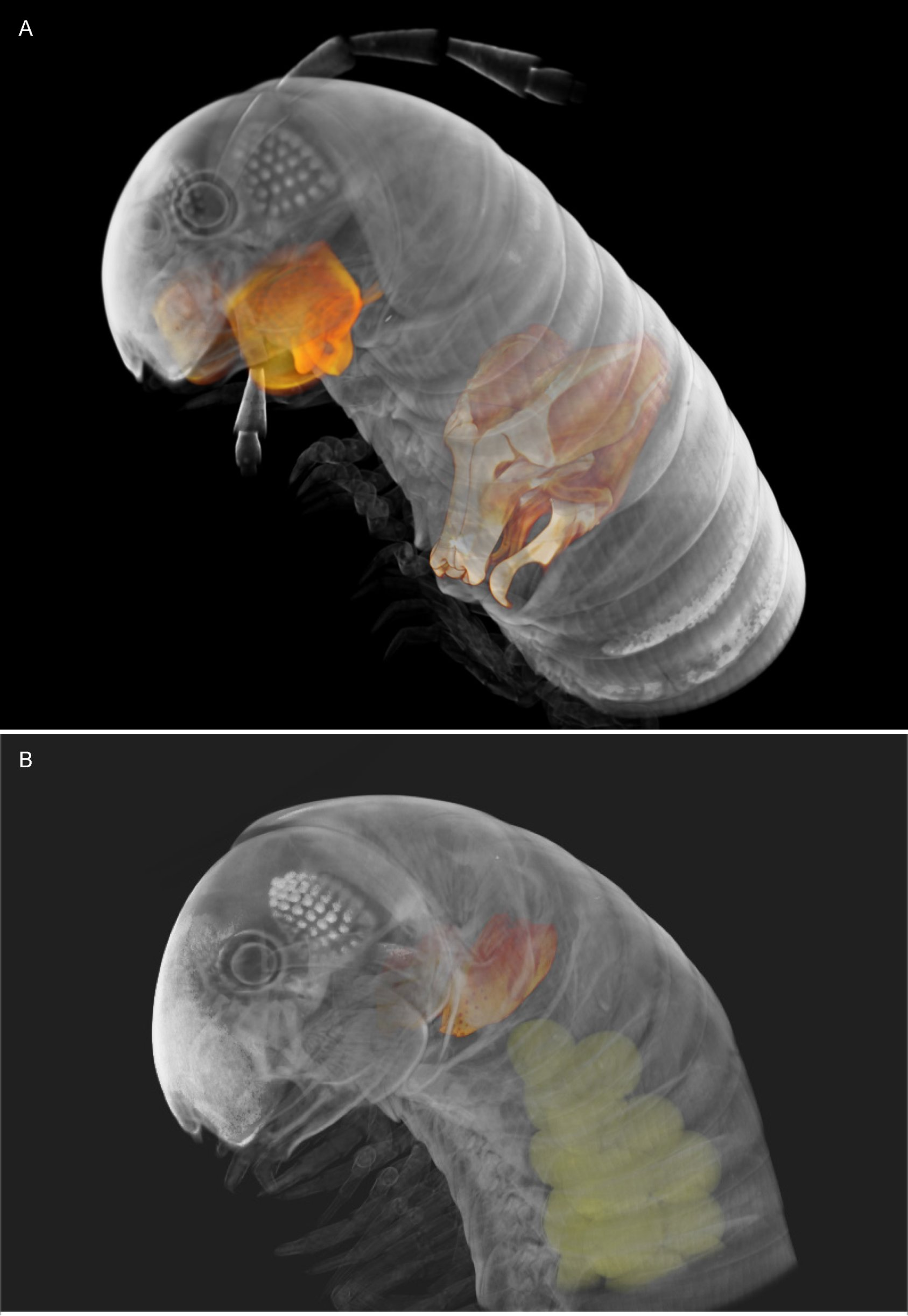
Micro-CT-Aufnahme von zwei Exemplaren der Gattung Ommatoiulus. A: Männchen mit hervorgehobenen mandibular stipites, erstem Beinpaar sowie Gonopoden. B: Weibchen mit hervorgehobenen Vulven und Eiern.

Schnurfüßer haben einen wurm- bzw. schlangenförmigen Körper und werden 4–150 mm lang. Der Körper besteht aus 30–90 Körperringen, Seitenflügel (Paranota, Paraterga) sind nicht vorhanden. Auch eine dorsale Rille („dorsal groove“) fehlt. Der Kopf ist groß und rund, aus einzelnen Ommatidien bestehende Augen sind häufig vorhanden, manche Arten sind auch augenlos und blind. Das erste Beinpaar der Männchen ist hakenförmig umgebildet, das Beinpaar 8 und 9 am 7. Körperring ist zu Gonopoden umgewandelt. Häufig finden sich Borsten (Setae) an den hinteren Enden der Körperringe. Als Apomorphien der Ordnung werden die Struktur der Gonopoden, des Gnathochilariums (die äußeren Sklerite des Gnathochilariums grenzen aneinander, das zentrale Sklerit – Promentum genannt – weist keine Setae auf) sowie das umgewandelte erste Beinpaar der Männchen verwendet. Zur Unterscheidung vieler Taxa der Schnurfüßer können Merkmale am Telson und der Analschuppe dienen. Häufig sind „Schwänzchen“ (Epiprocte, als ausgezogenes Tergit des Präanalrings) oder nach oben oder unten gerichtete Haken vorhanden.
In der Ordnung der Schnurfüßer, insbesondere bei der Familie Julidae, ist die wurmförmige Körpergestalt ideal verwirklicht. Dieser Eindruck entsteht durch die vollständige Verwachsung der Rücken-, Seiten- und Bauchplatten ihrer Segmente zu tatsächlichen Körperringen, also kreisrunden Hartteilen. Stirbt ein Schnurfüßer, dann bleiben nach Zersetzung der Weichteile diese winzigen Ringe von 1–4 mm Durchmesser übrig, die man bei der Suche nach Doppelfüßern oft finden kann. Die starren Körperringe sind vorn etwas verjüngt und wie Einschubzylinder ineinandergefügt. Sie bestehen aus einem vorderen Prozonit (enger) und einem hinteren Metazonit (weiter) und sind durch eine Naht getrennt bzw. an dieser verwachsen. Beim Zählen der Ringe darf man sich durch diese feine Naht nicht täuschen lassen.
Die Einschubzylinder ergeben ein gepanzertes und gleichzeitig biegsames Rohr, das es den Schnurfüßern erlaubt, hohe Drücke beim Bau von Gängen bis in eine Tiefe von 50 cm zu überwinden und auszuhalten. Der Körper erhält durch eine große Anzahl von Beinen (Allajulus nitidus bis zu 226) einen wirksamen Vorschub, wobei der massive Halsschild (Collum) beim Vorstoßen im Boden als effektive Ramme funktioniert. Diese in der Körpergestalt der Schnurfüßer umgesetzte Lebensform der Doppelfüßer wird in Folge als Ramm-Typ bezeichnet und stellt eine Anpassung an das Leben innerhalb des oberen Bodens dar. Der spezielle Körperbau ermöglicht es den Tieren auch, sich bei Störungen oder Angriffen durch Fressfeinde spiralig zusammenzurollen. Durch diese Stellung sind die empfindlichen Beine im Inneren der Spirale geschützt und Angreifer müssen sich mit der Kalkpanzerung und den „aktivierten“ Wehrdrüsen auseinandersetzen.
Diese Wehrdrüsen sind häufig knallrot, braun oder schwarz gefärbt und vor allem bei hell gefärbten Arten gut erkennbar, während sie bei dunkel gefärbten Arten teilweise kaum zu sehen sind. Auch bei Jungtieren sind sie durch die fast durchsichtige Körperhülle besser erkennbar. Zu den Abwehrsekreten gehören unter anderem Substanzen aus der Gruppe der Benzochinone.
Die zarten Kopulationsfüße (Gonopoden) am 7. Körperring der Männchen sind im Laufe der Stammesgeschichte zu Fortpflanzungsorganen umgewandelte Laufbeine. Sie sind bei den Schnurfüßern der Familie Julidae zum Schutz in Taschen ins Körperinnere verlagert und von außen nicht sichtbar. Dementsprechend entsteht an dieser Stelle in der Reihe der Beine eine Lücke, woran man erwachsene Männchen der Schnurfüßer leicht erkennen kann. Bei der Ordnung Julida findet der Spermatransport über das neunte Beinpaar, also die posterioren Gonopoden, statt.
Zwei weitere Familien der Julida, die Blaniulidae und Nemasomatidae, sind kleiner und dünner als die Julidae und entwickeln vermutlich nicht genügend Kraft, um als wirklich effektive Graber zu wirken. Darauf weist auch die Tatsache hin, dass bei ihnen die Gonopoden frei hervorragen und nicht in einer Tasche versenkt sind. Deshalb entspricht ihre Lebensweise nicht der Lebensform des im Substrat wühlenden Ramm-Typs. Vielmehr bewohnen einige Arten Sonderstandorte wie z. B. Spalten in der Baumrinde (Nemasoma varicorne, Proteroiulus fuscus). Bei mitteleuropäischen Arten gilt als Faustregel, dass ein Verhältnis der Körperbreite zur Körperlänge von 1:10 auf die gedrungene, „zigarrenförmige“ Familie Julidae zutrifft und ein Verhältnis von 1:20 auf die schlanken, zierlichen Blaniulidae oder Nemasomatidae.

### Entwicklung
Die gesamte postembryonale Entwicklung der Schnurfüßer ist darauf ausgerichtet, eine möglichst große Zahl an Laufbeinen zu erreichen. Die meisten Arten häuten sich daher periodisch ein Leben lang und erhöhen mit jeder Häutung die Zahl ihrer Körperringe und Laufbeine. Eine Weiterentwicklung dieser Form der Individualentwicklung ist die Periodomorphose. Sie dient der Lebensverlängerung und wird als Reaktion auf ungünstige Umweltbedingungen oder als mögliche Erhöhung der Ausbreitungsfähigkeit der Art gedeutet. Dabei häuten sich bereits adulte Tiere wieder zurück in ein subadultes Stadium, um sich zu einem späteren Zeitpunkt erneut zu einem adulten Tier entwickeln zu können. Dieses Verhalten ist vor allem von der Tribus Ommatoiulini bekannt. Die meisten Schnurfüßer entwickeln sich aber durch Euanamorphose – bei jeder Häutung werden weitere Körperringe entwickelt. Die meisten Schnurfüßer haben eine Lebenserwartung von 2–3 Jahren, die durch Periodomorphose auf weitere 2–4 Jahre ausgedehnt werden kann.

### Ernährung
Typisch für Doppelfüßer ernähren sich Schnurfüßer vor allem von totem Pflanzenmaterial (Laubstreu, abgestorbene Pflanzenteile etc.), Totholz (vor allem morschem Holz), Pilzen (v. a. Pilzhyphen, wie in weißfaulem Holz, seltener Fruchtkörper) oder seltener auch von lebenden Pflanzenteilen (Gras, Gemüse etc.) und Aas. Als Destruenten sind sie meistens nicht sehr wählerisch und nützlich für Ökosysteme inklusive Gärten oder Felder. Manche Arten der Schnurfüßer, vor allem der Familie Blaniulidae, können bei häufigem Auftreten jedoch auch als Schädlinge in Erscheinung treten, indem sie lebende Pflanzenteile in Gemüsekulturen fressen. Solch ein Verhalten ist beispielsweise vom Gefleckten Doppelfüßer (Blaniulus guttulatus) bekannt.
Da die Verdauung der Laubstreu durch Schnurfüßer nicht sehr effizient ist, müssen sie täglich große Mengen an Nahrung zu sich nehmen, ungefähr 5–50 % des eigenen Körpergewichts. Dadurch entsteht auch eine Menge Kot, die in tiefere Bodenschichten befördert wird. Durch diesen Beitrag zur Humusbildung sind sie wichtig für viele Ökosysteme. In manchen Gegenden mit sandigen Böden ersetzen sie Regenwürmer und sind die einzigen Humusbildner.

### Massenvermehrungen

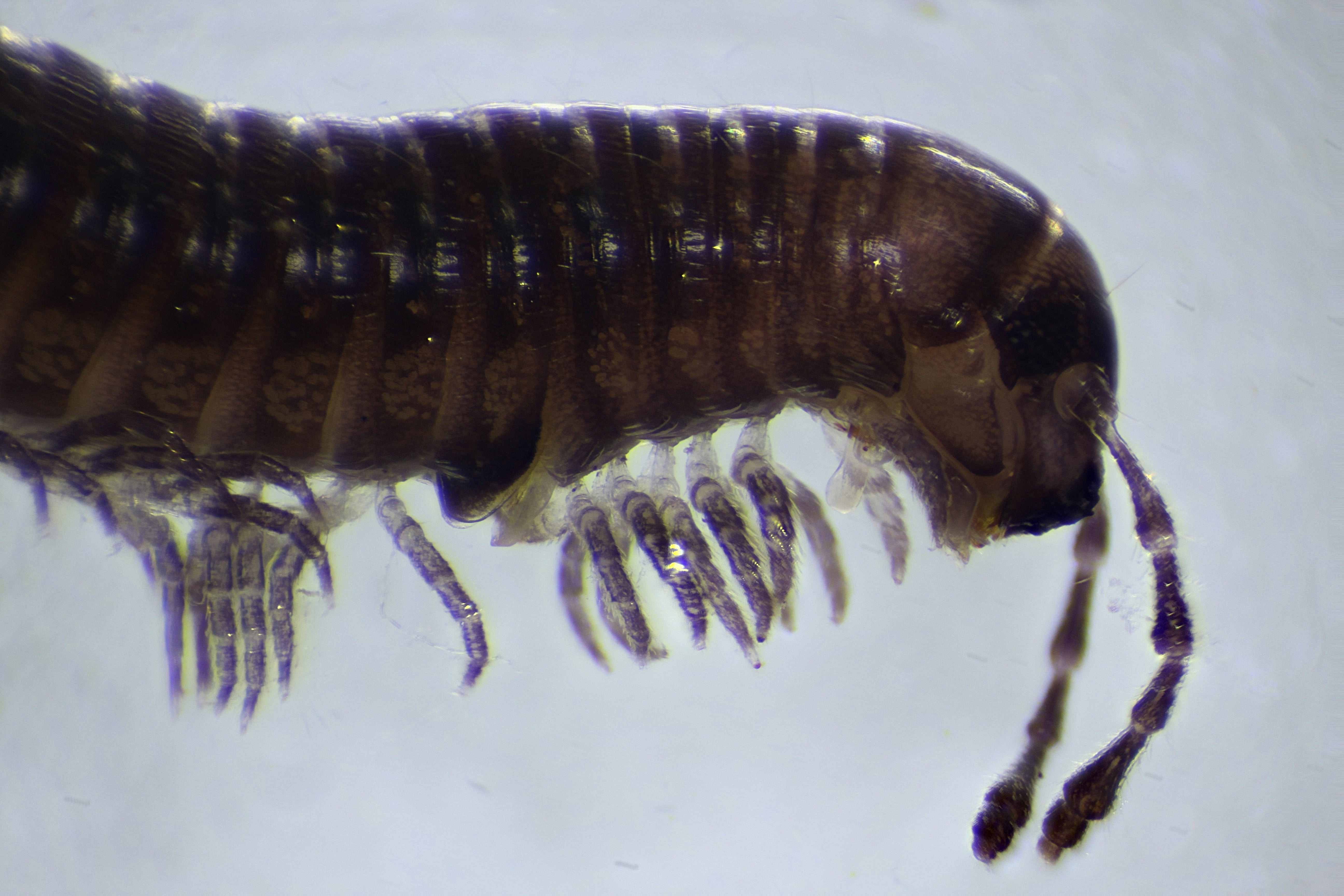
Vorderkörper eines Männchens von Julus scandinavius. Am 7. verdickten Körperring befinden sich die Gonopoden

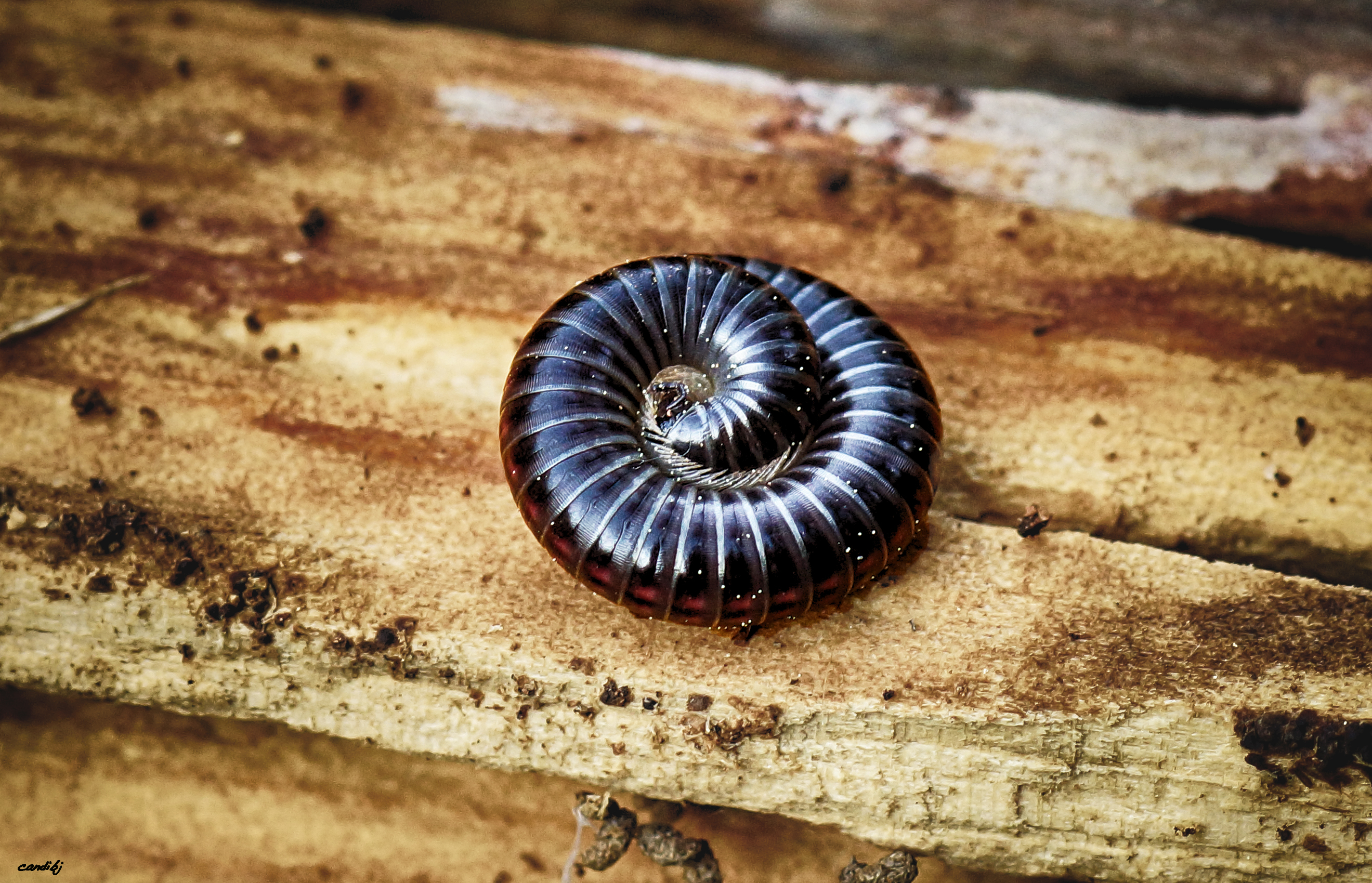
Ein zusammengerollter Schnurfüßer

In Zeiten mit hoher Vermehrungsrate kommt es bei einigen Arten der Schnurfüßer zu dem spektakulären Phänomen der Doppelfüßer-Massenwanderungen. „Wandernde Doppelfüßer, Eisenbahnzüge hemmend“ wurden bereits im 19. Jahrhundert beschrieben. Es wird von Schnurfüßerarten berichtet, die in „fabelhafter Menge die Schienen vollständig bedeckte(n), so dass die Lokomotivräder, deren Radkranz von den zerquetschten Tieren reichlich eingeölt wurde, trotz des fortwährenden Sandstreuens schleiften und der Zug kaum vorwärtskam.“
In Deutschland wurden Massenvermehrungen vor allem bei Ommatoiulus sabulosus und Cylindroiulus caeruleocinctus beobachtet, seltener bei Julus scandinavius, Julus scanicus und Ophyiulus pilosus. O. sabulosus wandert meist im Frühling und Sommer während besonders schwül-warmer Witterung. Bevorzugt werden helle steinige und sonnenbeschienene Flächen aufgesucht. Die Tiere klettern auch an Büschen, Bäumen und Häuserwänden hinauf, so dass sie auch oft über geöffnete Fenster in Innenräume gelangen. Die Schwärme setzen sich aus erwachsenen und fast erwachsenen Tieren zusammen. Da Weibchen in den Schwärmen überwiegen, wird daraus geschlussfolgert, dass die Suche nach geeigneten Habitaten für Paarung und Eiablage eine Ursache für die Massenwanderungen sein könnte. Möglicherweise führen günstige klimatische Bedingungen, wie mehrere milde Winter innerhalb weniger Jahre, zur Überpopulation, die schließlich das Schwärmen zur Suche „freier“ Habitate auslösen.

## Verbreitung

### Verbreitung und Lebensraum
Die natürliche Verbreitung der Schnurfüßer liegt fast ausschließlich in der Holarktis. In Amerika sind sie von Alaska, Yukon, British Columbia und Alberta im Norden über die Vereinigten Staaten bis Guatemala im Süden verbreitet. Ein Verbreitungsschwerpunkt sind hierbei die westlichen und östlichen Vereinigten Staaten. In der Paläarktis sind Schnurfüßer von Makaronesien und der Iberischen Halbinsel im Westen über nahezu ganz Europa und Teile Nordafrikas bis Japan, Korea und China im Osten verbreitet. Dabei reicht das Areal von Nordeuropa und Sibirien im Norden bis Nordafrika, Südwestasien, Zentralasien und China im Süden. Eingeschleppt finden sich Schnurfüßer aber auch in anderen Teilen der Welt, vor allem in Australien, Südafrika oder Hawaii, aber auch in vielen Gebieten Lateinamerikas, dem restlichen Afrika südlich der Sahara, Süd- bis Südostasien, Neuseeland oder weiteren Pazifikinseln. Alleine aus Europa sind rund 600 Arten der Schnurfüßer bekannt. In manchen Gebieten können eingeschleppte Schnurfüßer-Arten zur Plage werden, wie etwa der iberische Ommatoiulus moreleti in Australien.
Schnurfüßer gehören zu den Doppelfüßer-Ordnungen, die am besten an das Leben in der Holarktis angepasst sind. Sie besiedeln auch relativ kalte oder trockene Standorte, kommen aber nicht in Gebieten mit Permafrostböden oder in trockeneren Wüsten vor. Auch höhlenbewohnende Arten sind bekannt.
In ihren Lebensräumen kann man Schnurfüßer häufig unter Totholz, Steinen oder Rinde finden sowie in Baumstubben und Falllaub.
Einige Arten mit Hauptverbreitung in wärmeren Gebieten (Choneiulus palmatus, Nopoiulus kochii, Blaniulus guttulatus) sind in Deutschland oft typisch synanthrop zu finden.

### Verbreitung der einzelnen Familien
Die Familie Aprosphylosomatidae ist bislang nur aus Oregon bekannt. Die Familie Blaniulidae ist in der westlichen Paläarktis von Makaronesien bis in den Iran verbreitet sowie im Osten der Vereinigten Staaten und eingeführt auf Hawaii und in Südafrika. Die Familie
Chelojulidae lebt in den USA im Bundesstaat Idaho. Die Familie Galliobatidae ist aus Südfrankreich bekannt. Die Familie Julidae lebt in der Paläarktis vom Atlantischen bis zum Pazifischen Ozean, sprich von Westeuropa bis Ostasien. Zudem kommt sie in der mediterranen Region sowohl von Europa als auch von Afrika vor. Eingeführt findet sich die Familie zudem in Nordamerika, auf Hawaii, im Süden Afrikas und in Australien. Die Familie Mongoliulidae ist in Ostasien verbreitet, von China und Russland bis Südkorea und Japan. Die Familie Nemasomatidae ist aus Asien (Kasachstan, Kirgisistan, Russland, China, Korea und Japan), Europa (Türkei, Kaukasus) und Nordamerika (im Westen von Alberta und British Columbia im Norden bis Utah und Kalifornien im Süden sowie im Osten von Illinois im Norden bis Florida im Süden) bekannt. Die Familie Okeanobatidae lebt in Japan und im Osten der Vereinigten Staaten. Die Familie Paeromopodidae ist von Montana bis Kalifornien verbreitet. Die Familie Parajulidae findet sich im Osten Russlands, in Japan und in Amerika (von Yukon und Alaska im Norden bis Guatemala im Süden, östlich bis zum Atlantischen Ozean). Die Familie Pseudonemasomatidae ist aus Japan bekannt. Die Familie Rhopaloiulidae lebt nur im zentralen Italien. Die Familie Telsonemasomatidae ist in Oregon verbreitet. Die Familie Trichoblaniulidae lebt in Europa (Südfrankreich, Nordostspanien, Nordwestitalien inklusive Sardinien) und die Familie Zosteractinidae findet sich im Osten der Vereinigten Staaten, genauer in Missouri, Illinois, Tennessee, North Carolina und Alabama.

## Vermehrung

### Fortpflanzung

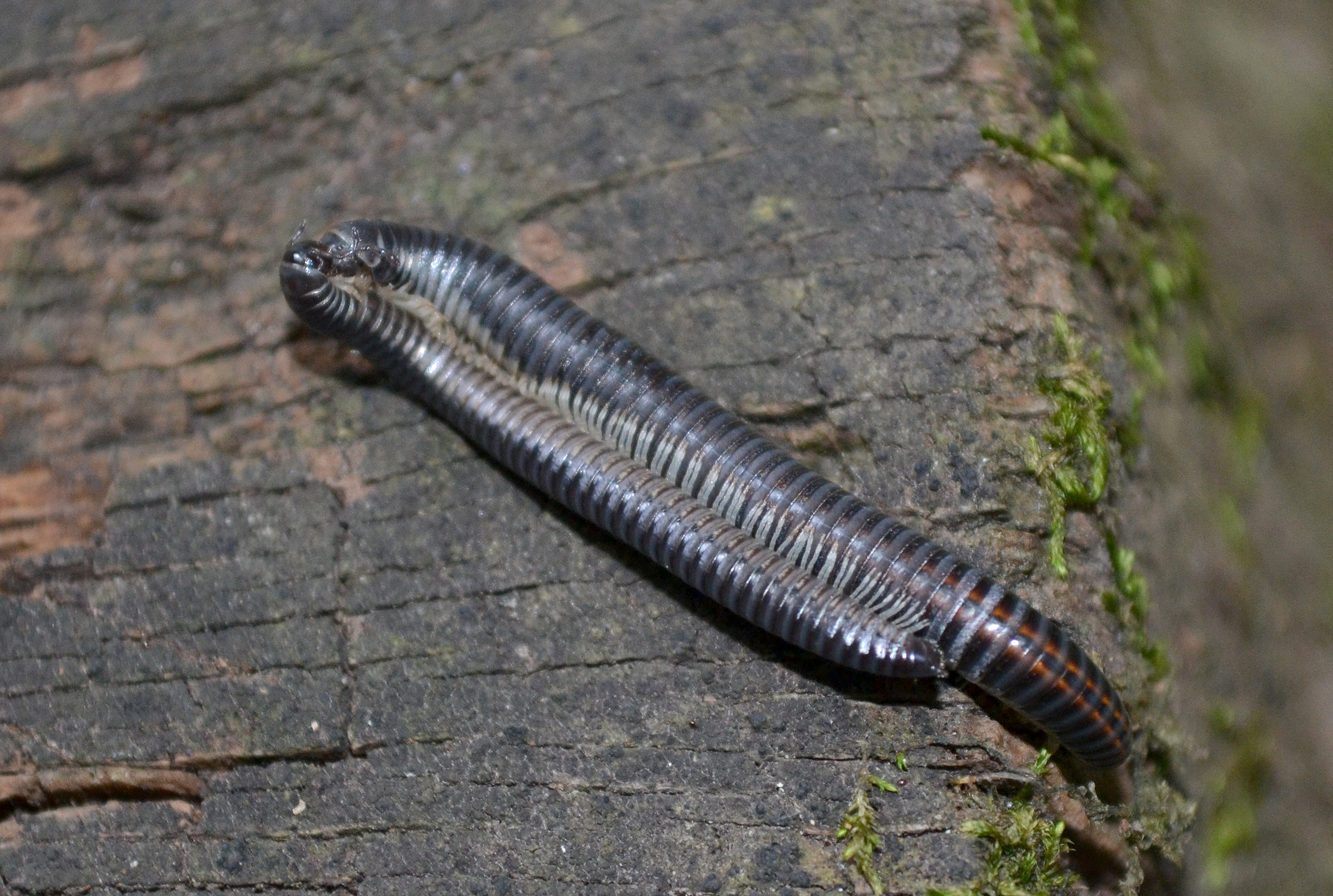
Schnurfüßer bei der Paarung

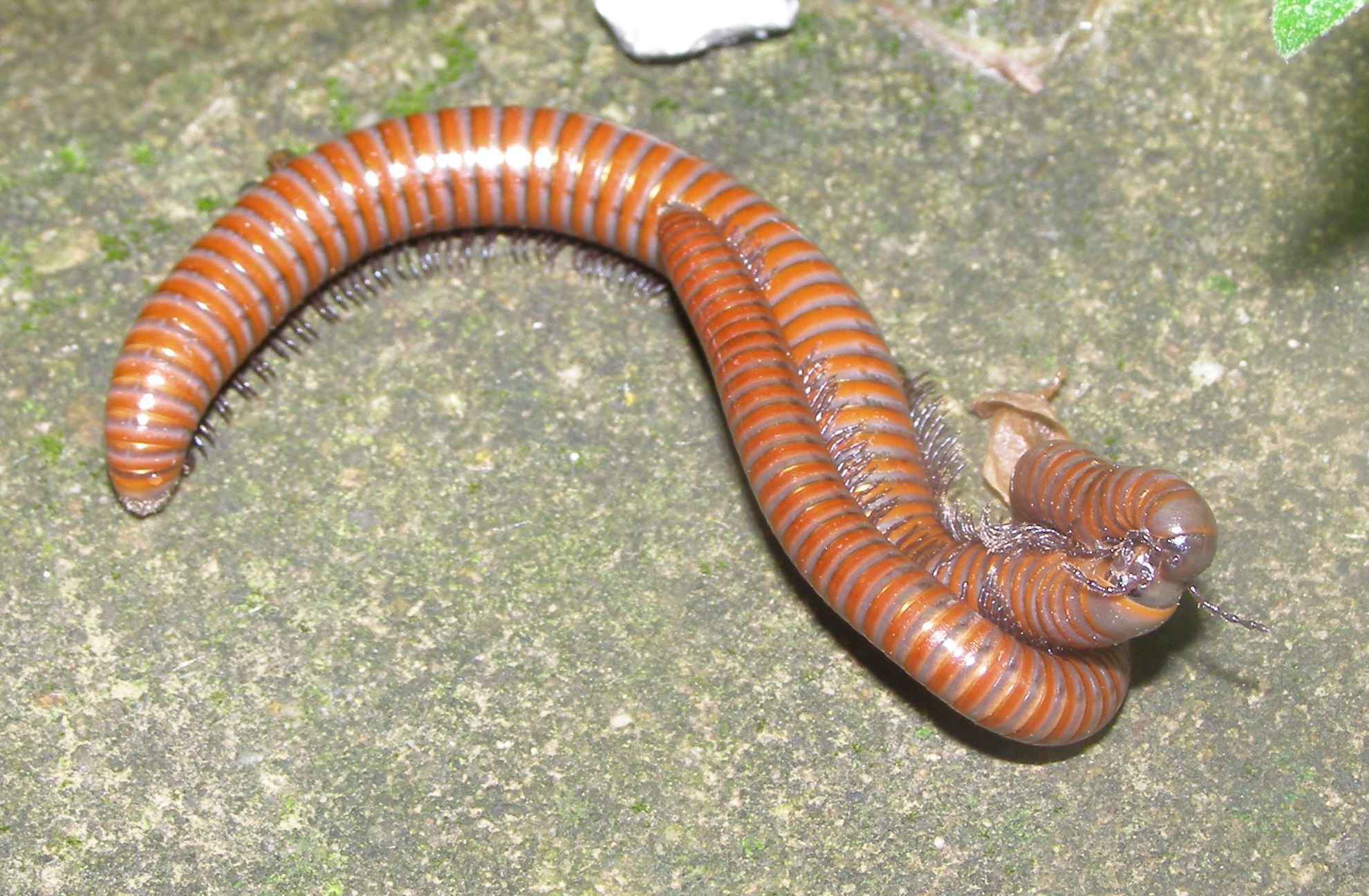
Ein Pärchen von Julus carpathicus in Kopulationsstellung

Die Paarung verläuft bei den meisten Schnurfüßern relativ unkompliziert, obwohl auch bei ihnen eine Spermaübergabe vom Penis am 2. Beinpaar auf die am 7. Beinpaar gelegenen Gonopoden erfolgen muss. Bis es jedoch soweit ist, findet sich bei fast allen Juliden-Arten dasselbe Verhalten. Das paarungsbereite Männchen, mit speziellen, gut haftenden Sohlenpolstern ausgerüstet, läuft von hinten auf den Rücken des Weibchens auf, gleitet auf dessen Kopfhöhe seitlich herab und versucht eine Bauch-an-Bauch-Stellung einzunehmen. Da sich die weibliche Geschlechtsöffnung am 2. Körperring befindet, liegen die Männchen bei der Kopulation immer fünf Körperringe weiter vorn, um die Gonopoden auf dieselbe Höhe mit den Vulven zu bringen. Bis dahin ist es aber ein langer Weg. Denn die Weibchen sind oft nicht zur Paarung bereit, wenden sich ab oder flüchten gar. Sie verlangen also von den Männchen hohen Einsatz und verschiedene Tricks, um ihr Ziel zu erreichen. Die Männchen der meisten Juliden (intensiv untersucht wurde hier z. B. Cylindroiulus punctatus) besitzen an Stelle des 1. Beinpaares Greifhaken, mit denen sie unter die Mundplatte des Weibchens greifen und dieses so in der Paarungsstellung fixieren. Zusätzlich umschlingt das Männchen den Körper seiner Partnerin spiralförmig und hält sie dadurch mit dem ganzen Körper fest. Falls sich das Weibchen widersetzt, beruhigt er sie durch Schwenkbewegungen seines Vorderkörpers. Geringfügig abweichend und etwas gewaltsamer verhält sich Kryphioiulus occultus, deren Männchen besonders große Greifhaken besitzen. Mit ihnen wird während des seitlichen Herabgleitens vom Körper des Weibchens der rechte Fühler ergriffen und so die Bauch-an-Bauch-Stellung herbeigeführt. Während der gesamten Dauer der Kopulation wird dieser Fühler straff festgehalten, so dass dem Weibchen eine Weigerung oder gar ein Weglaufen unmöglich gemacht wird.
Ist die Paarungsstellung eingenommen, stülpt das Juliden-Männchen seine zangenartigen Gonopoden aus, greift nach den Vulven des Weibchens und versucht diese herauszuziehen. Sobald auch das Weibchen in Paarungsstimmung ist, löst er kurz seine Gonopoden, klappt sie nach vorn und belädt sie über die stark erigierte Geschlechtspapille des 2. Körperrings mit Sperma. Dann werden die Gonopoden zur Spermaübertragung in die Vulven eingeführt. Der ganze Vorgang dauert bei C. punctatus 5 bis 20 Minuten, kann aber bei anderen Schnurfüßern (z. B. Megaphyllum-Arten) auch bis zu mehreren Stunden dauern.
Männchen einiger Arten der kleinen Fadenfüßer (Blaniulidae) wenden gleich beide Varianten zum Festhalten der Weibchen an. Sie klemmen sowohl die Mundspalte des Weibchens mit Hakenbeinen fest, ergreifen aber außerdem noch deren Antennen mit zangenartigen sogenannten „Doppelbacken“ an den Seiten des Kopfes, wie sie z. B. Blaniulus guttulatus und C. palmatus aufweisen.
Bei manchen Arten finden sich allerdings auch abweichende Paarungs-Strategien, die eher zärtlich anmuten. Die Schwenkbewegungen von C. punctatus wurden bereits erwähnt. Männchen von B. guttulatus beruhigen ihre Weibchen, indem sie diese während der Paarung heftig mit den Fühlern betrillern. Sogar gänzlich ohne Gewalt kommen Männchen von J. scandinavius aus. Sie besitzen an den Hüften des 2. Beinpaares löffelförmige Bildungen, auf denen sie während des Balzverhaltens den Weibchen ein attraktives Sekret anbieten. Trifft ein paarungswilliges Männchen auf ein Weibchen, richtet es seinen Vorderkörper auf und präsentiert die mit Sekret versehenen Löffel. Sie riecht das Sekret, richtet sich ebenfalls auf und beginnt, an den Löffeln zu lecken. Tut sie dies, befinden sich ihre Vulven automatisch in der richtigen Paarungshöhe und er beginnt, die Gonopoden einzuführen und sein Sperma zu übertragen.
Nicht jede Kopulation muss zwangsläufig für das Männchen erfolgreich sein. Einige Juliden-Arten haben auch eine Möglichkeit gefunden, bereits begattete Weibchen vom Sperma des Vorgängers zu befreien. Dazu nutzen sie ein peitschenförmiges Anhängsel an den Gonopoden, das in die Vulva eingeführt wird und die dortige Samentasche „ausfegt“, um dann selbst zur Spermaübertragung zu schreiten.

### Eiablage
Die Weibchen einiger Schnurfüßer konstruieren Eiglocken aus Erd- und Pflanzenmaterial, die allerdings von Art zu Art sehr unterschiedlich sein können. Während die Weibchen von Tachypodoiulus niger und Megaphyllum projectum die Wände ihrer Nestbauten, wie bei den Bandfüßern, durch ein Kot-Sekret-Gemisch verfestigen, ist dies bei anderen Arten wie Kryphioiulus occultus und Enantoiulus nanus offensichtlich nicht der Fall. Sie verzichten ganz auf den Bau einer Schutzhülle und sorgen lediglich für eine „Starthilfe“ für die Jungtiere, indem die Eier an vor Feinden geschützten, vor allem aber feuchtebalancierten Stellen abgelegt werden. Wenn sich ein bereits vorhandener Hohlraum, z. B. in einem Holzstückchen oder Erdkrümel anbietet, wird dieser höchstens noch etwas angepasst. Weiches Holz kann dann auch gleichzeitig als erste Nahrung durch die Jungtiere genutzt werden. Dieses Vorgehen wurde auch für die Blaniuliden (Fadenfüßer) beschrieben. Im Normalfall bauen die Weibchen Nestglocken aus Erdteilchen und Kotballen, die jedoch eher unförmig gestaltet sind. Sie haben weder einen runden Grundriss noch eine glatte Oberfläche und unterscheiden sich dadurch deutlich von den perfekt geformten käseglockenartigen Meisterwerken der Bandfüßer. Blaniulus guttulatus benötigt dafür etwa 2 Stunden. Unter den Blaniuliden gibt es schließlich auch Arten, wie z. B. Proteroiulus fuscus, die auf den Bau von Nestglocken grundsätzlich verzichten und ihre Eier frei in Rindenspalten und an ähnlichen geschützten Stellen ablegen.

## Äußere Systematik

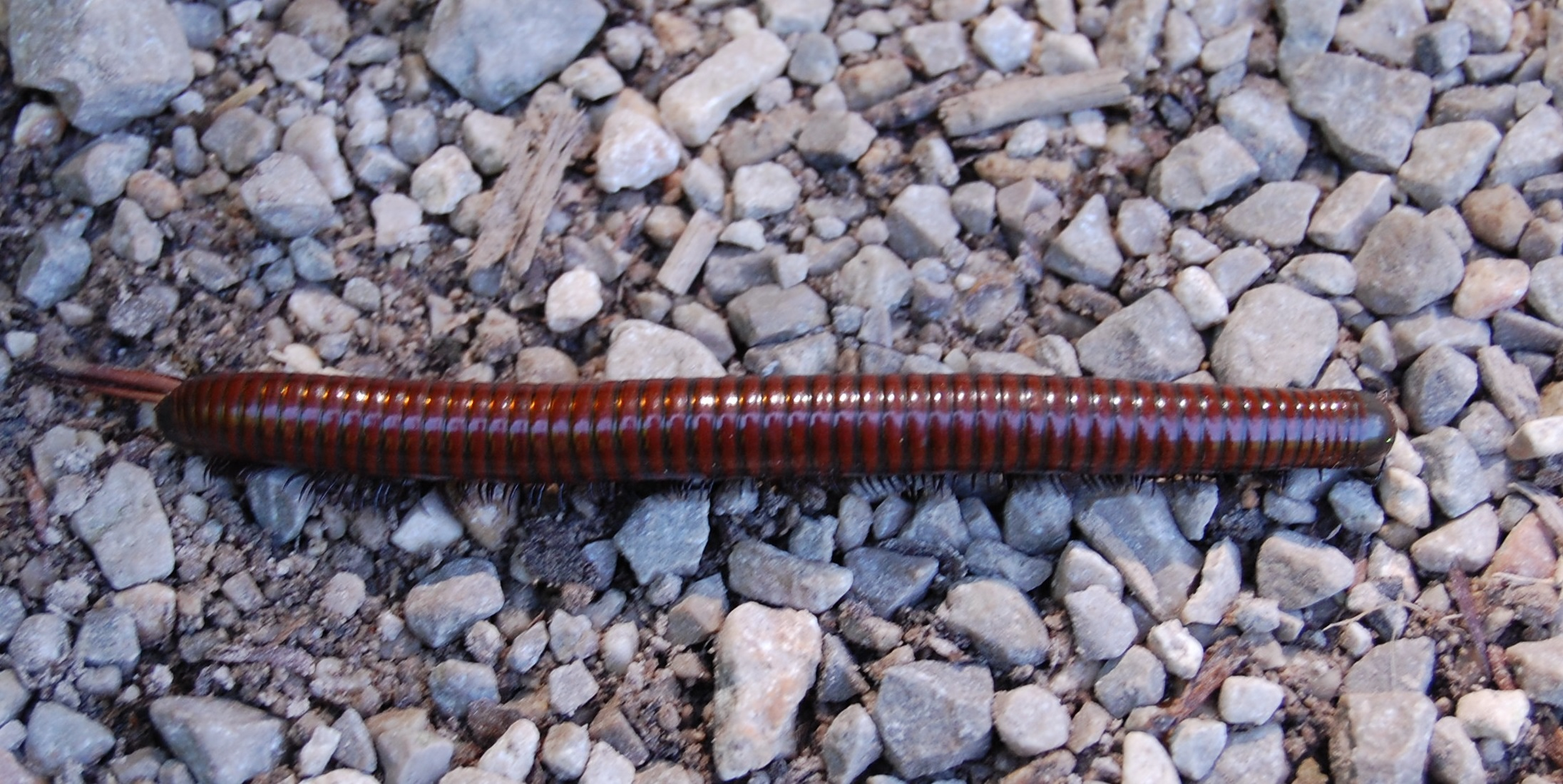
Pachyiulus hungaricus aus der Familie Julidae

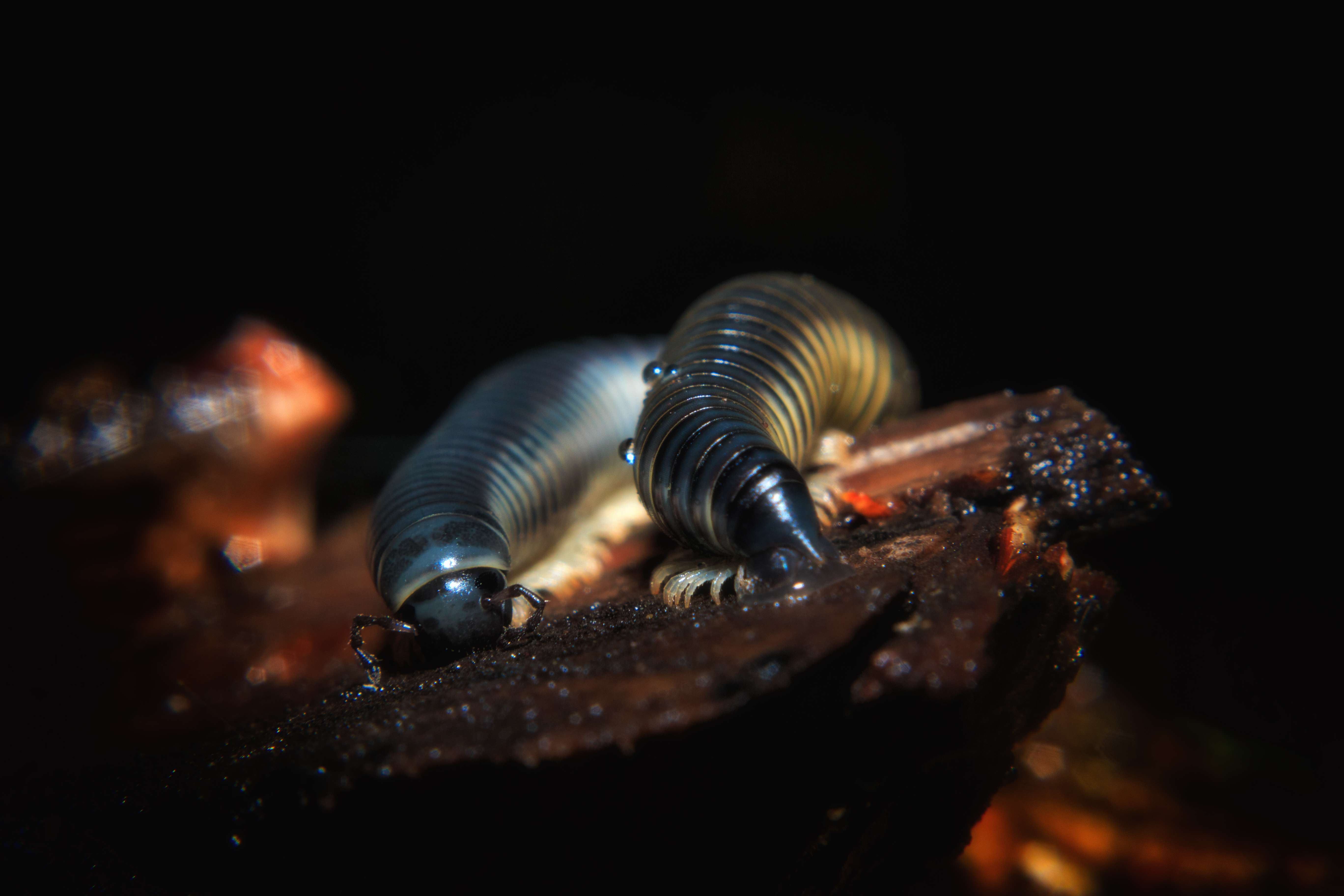
Rossiulus kessleri aus der Familie Julidae

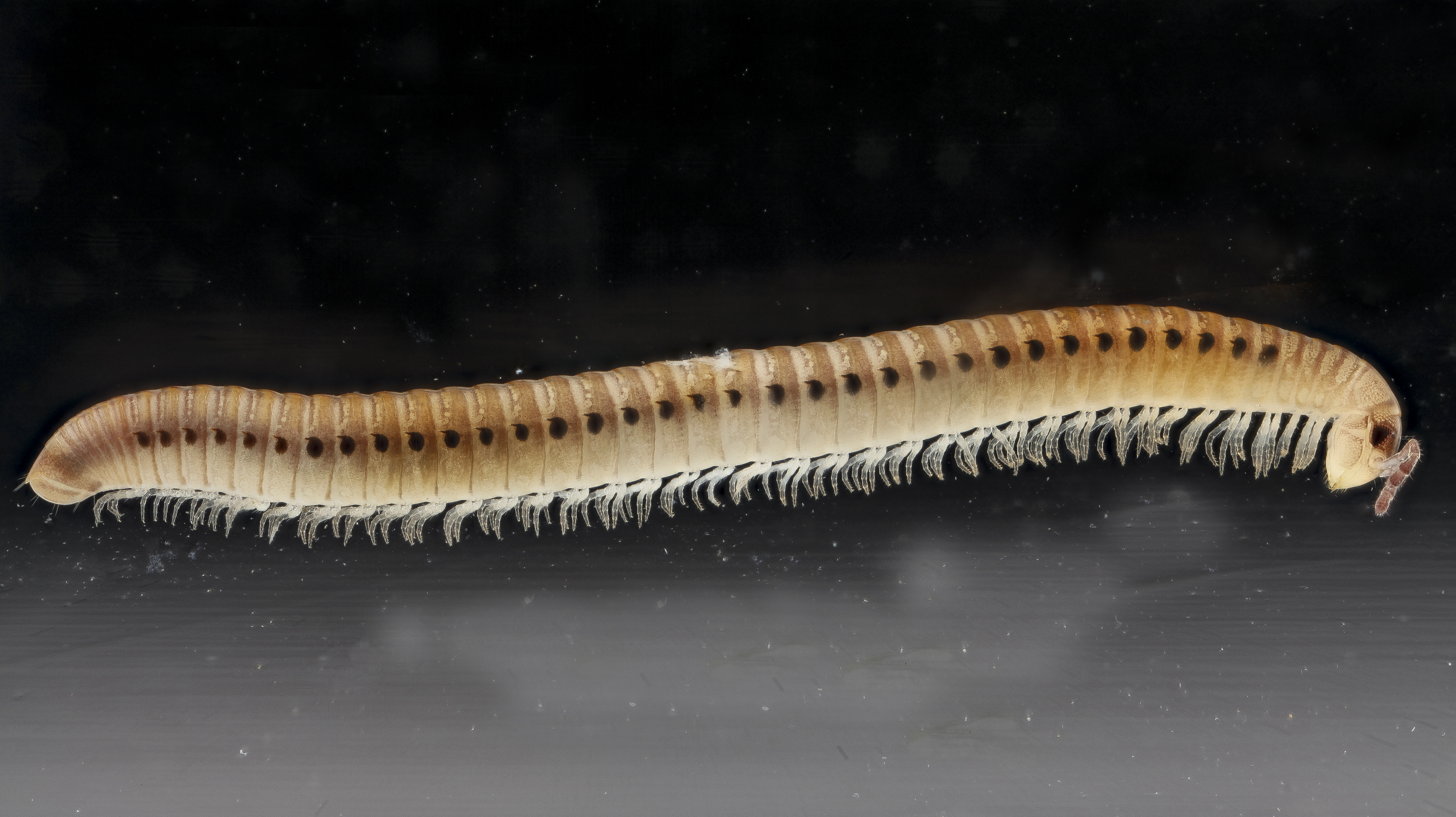
Eine unbestimmte Art aus der Familie Nemasomatidae

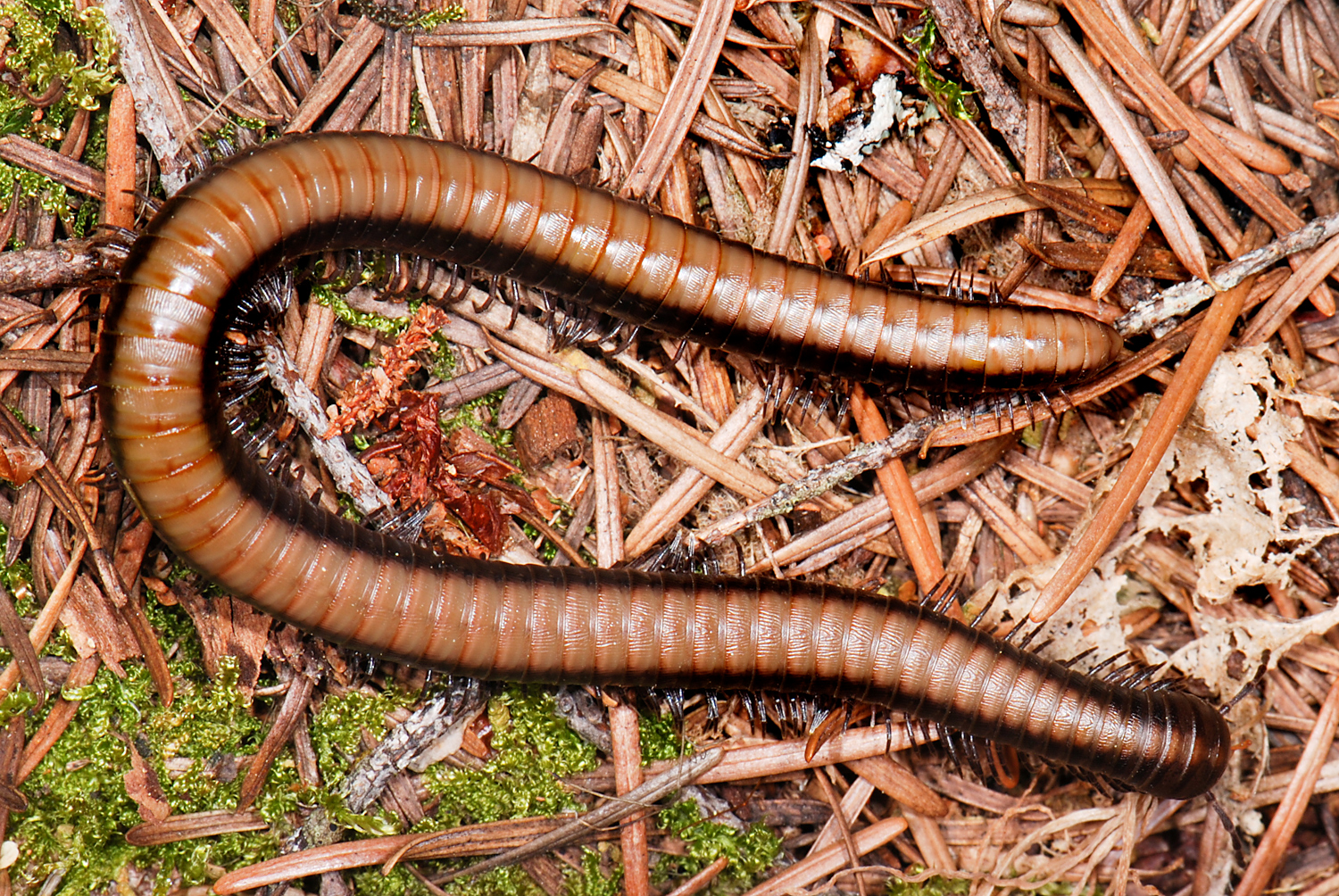
Californiulus chamberlini aus der Familie Paeromopodidae

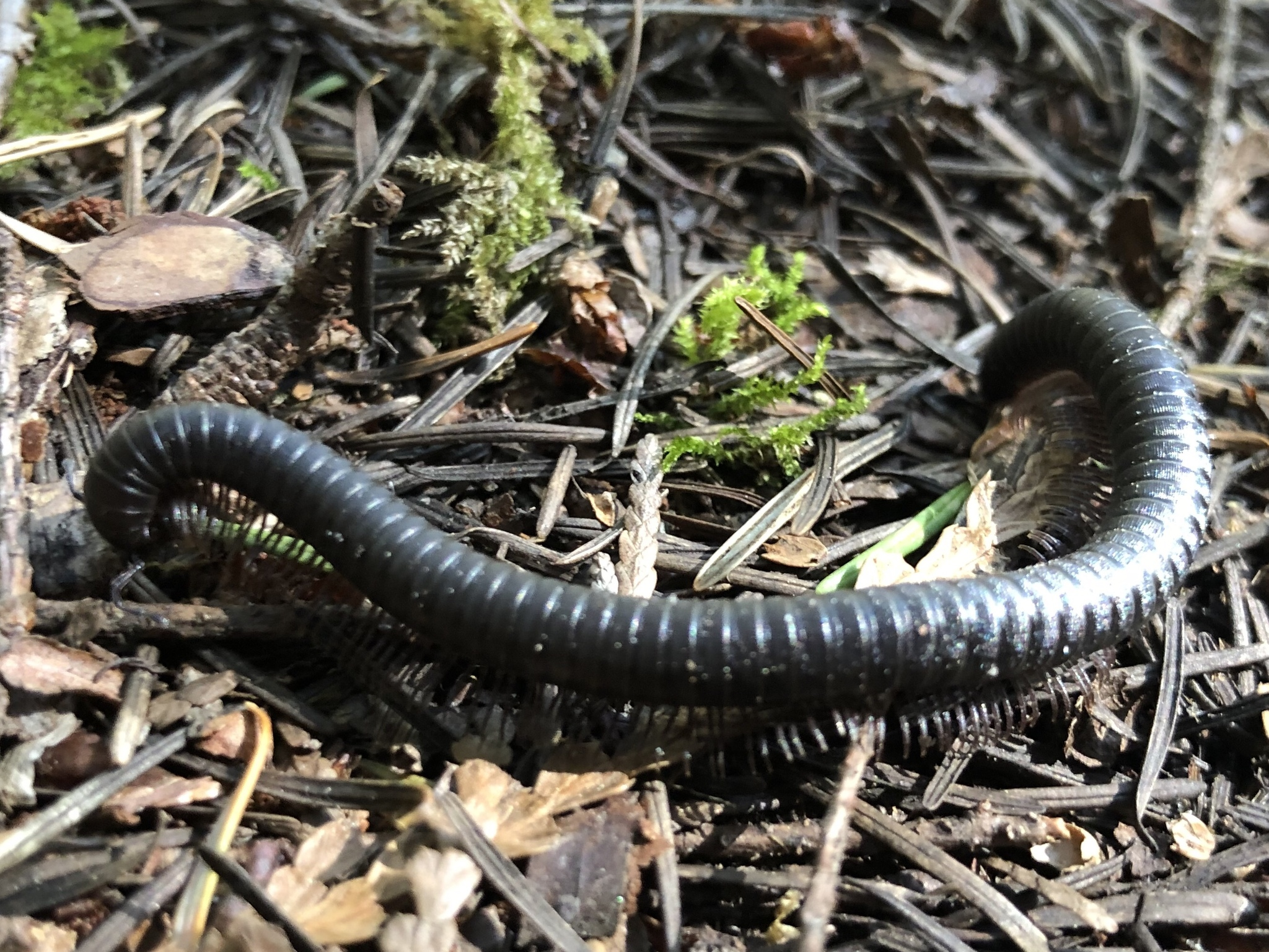
Californiulus euphanus aus der Familie Paeromopodidae

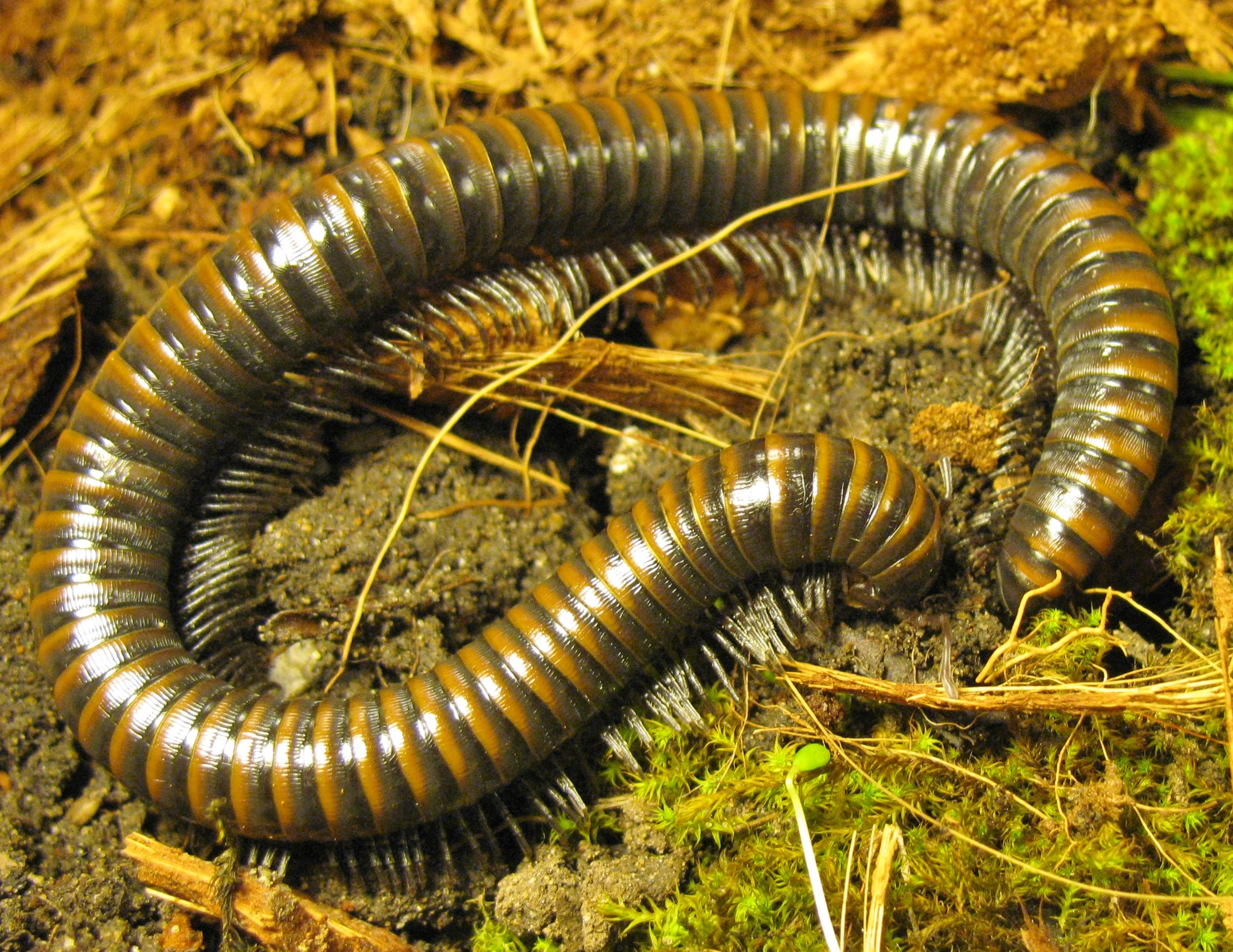
Paeromopus angusticeps aus der Familie Paeromopodidae

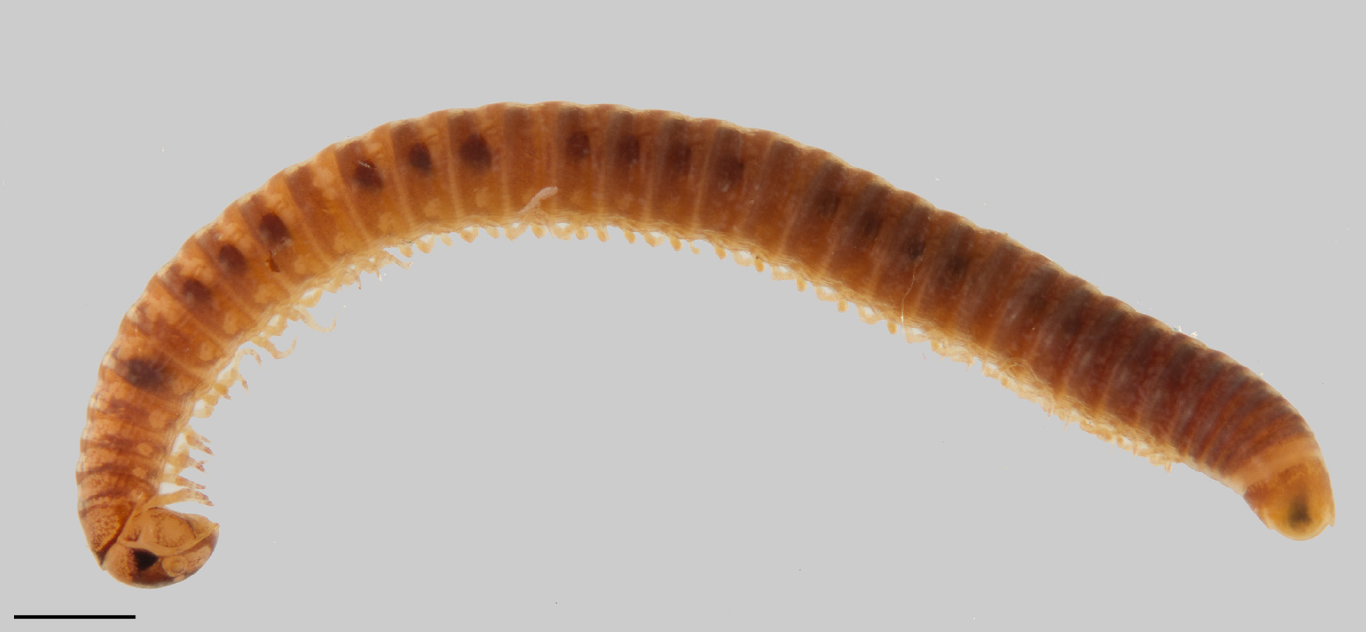
Koiulus interruptus aus der Familie Mongoliulidae

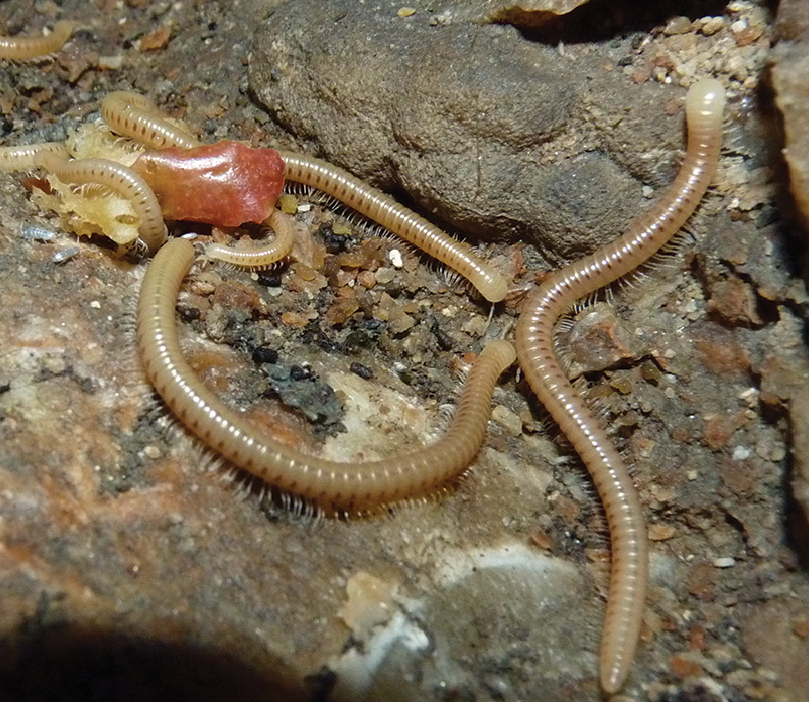
Exemplare von Skleroprotopus membranipedalis aus der Familie Mongoliulidae

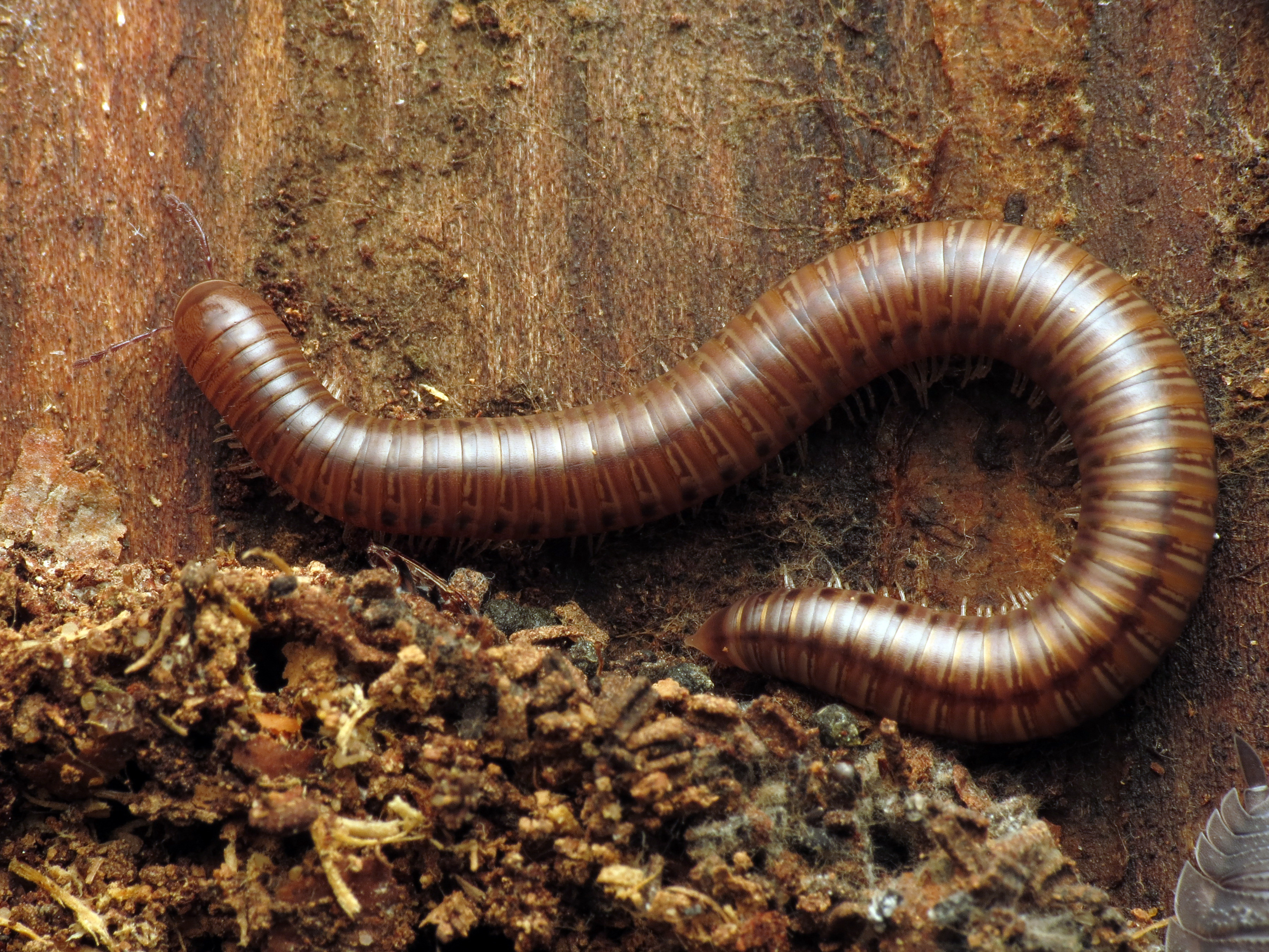
Eine unbestimmte Art der Familie Parajulidae aus Maryland

Die Ordnung Julida gehört zur Überordnung Juliformia innerhalb der Teilordnung Eugnatha. Diese gehört wiederum zur Infraklasse Helminthomorpha innerhalb der Klasse Diplopoda. Die Schwesterordnung der Schnurfüßer sind die Spirostreptida, ebenfalls zu den Juliformia gehören noch die Spirobolida – beides äußerlich sehr ähnliche Ordnungen. Das folgende Kladogramm gibt eine Übersicht über die äußere Systematik innerhalb der Doppelfüßer:
|                                                 | Platydesmida                           |
|                                                 |                                        |
|                                                 | Polyzoniida (Saugfüßer oder Bohrfüßer) |
|                                                 |                                        |
|                                                 | Siphonocryptida                        |
|                                                 |                                        |
|                                                 | Siphonophorida                         |
| Vorlage:Klade/Wartung/3 Vorlage:Klade/Wartung/4 |                                        |

|                                                 | Julida (Schnurfüßer)      |
|                                                 |                           |
|                                                 | Juliformia incertae sedis |
|                                                 |                           |
|                                                 | Spirobolida               |
|                                                 |                           |
|                                                 | Spirostreptida            |
| Vorlage:Klade/Wartung/3 Vorlage:Klade/Wartung/4 |                           |

|                         | Callipodida                |
|                         |                            |
|                         | Chordeumatida (Samenfüßer) |
|                         |                            |
|                         | Stemmiulida                |
| Vorlage:Klade/Wartung/3 |                            |

|                                                 | Julida (Schnurfüßer)      |
|                                                 |                           |
|                                                 | Juliformia incertae sedis |
|                                                 |                           |
|                                                 | Spirobolida               |
|                                                 |                           |
|                                                 | Spirostreptida            |
| Vorlage:Klade/Wartung/3 Vorlage:Klade/Wartung/4 |                           |

|                         | Callipodida                |
|                         |                            |
|                         | Chordeumatida (Samenfüßer) |
|                         |                            |
|                         | Stemmiulida                |
| Vorlage:Klade/Wartung/3 |                            |

|                                                 | Platydesmida                           |
|                                                 |                                        |
|                                                 | Polyzoniida (Saugfüßer oder Bohrfüßer) |
|                                                 |                                        |
|                                                 | Siphonocryptida                        |
|                                                 |                                        |
|                                                 | Siphonophorida                         |
| Vorlage:Klade/Wartung/3 Vorlage:Klade/Wartung/4 |                                        |

|                                                 | Julida (Schnurfüßer)      |
|                                                 |                           |
|                                                 | Juliformia incertae sedis |
|                                                 |                           |
|                                                 | Spirobolida               |
|                                                 |                           |
|                                                 | Spirostreptida            |
| Vorlage:Klade/Wartung/3 Vorlage:Klade/Wartung/4 |                           |

|                         | Callipodida                |
|                         |                            |
|                         | Chordeumatida (Samenfüßer) |
|                         |                            |
|                         | Stemmiulida                |
| Vorlage:Klade/Wartung/3 |                            |

|                                                 | Julida (Schnurfüßer)      |
|                                                 |                           |
|                                                 | Juliformia incertae sedis |
|                                                 |                           |
|                                                 | Spirobolida               |
|                                                 |                           |
|                                                 | Spirostreptida            |
| Vorlage:Klade/Wartung/3 Vorlage:Klade/Wartung/4 |                           |

|                         | Callipodida                |
|                         |                            |
|                         | Chordeumatida (Samenfüßer) |
|                         |                            |
|                         | Stemmiulida                |
| Vorlage:Klade/Wartung/3 |                            |

|                                                 | Platydesmida                           |
|                                                 |                                        |
|                                                 | Polyzoniida (Saugfüßer oder Bohrfüßer) |
|                                                 |                                        |
|                                                 | Siphonocryptida                        |
|                                                 |                                        |
|                                                 | Siphonophorida                         |
| Vorlage:Klade/Wartung/3 Vorlage:Klade/Wartung/4 |                                        |

|                                                 | Julida (Schnurfüßer)      |
|                                                 |                           |
|                                                 | Juliformia incertae sedis |
|                                                 |                           |
|                                                 | Spirobolida               |
|                                                 |                           |
|                                                 | Spirostreptida            |
| Vorlage:Klade/Wartung/3 Vorlage:Klade/Wartung/4 |                           |

|                         | Callipodida                |
|                         |                            |
|                         | Chordeumatida (Samenfüßer) |
|                         |                            |
|                         | Stemmiulida                |
| Vorlage:Klade/Wartung/3 |                            |

|                                                 | Julida (Schnurfüßer)      |
|                                                 |                           |
|                                                 | Juliformia incertae sedis |
|                                                 |                           |
|                                                 | Spirobolida               |
|                                                 |                           |
|                                                 | Spirostreptida            |
| Vorlage:Klade/Wartung/3 Vorlage:Klade/Wartung/4 |                           |

|                         | Callipodida                |
|                         |                            |
|                         | Chordeumatida (Samenfüßer) |
|                         |                            |
|                         | Stemmiulida                |
| Vorlage:Klade/Wartung/3 |                            |

|                                                 | Platydesmida                           |
|                                                 |                                        |
|                                                 | Polyzoniida (Saugfüßer oder Bohrfüßer) |
|                                                 |                                        |
|                                                 | Siphonocryptida                        |
|                                                 |                                        |
|                                                 | Siphonophorida                         |
| Vorlage:Klade/Wartung/3 Vorlage:Klade/Wartung/4 |                                        |

|                                                 | Julida (Schnurfüßer)      |
|                                                 |                           |
|                                                 | Juliformia incertae sedis |
|                                                 |                           |
|                                                 | Spirobolida               |
|                                                 |                           |
|                                                 | Spirostreptida            |
| Vorlage:Klade/Wartung/3 Vorlage:Klade/Wartung/4 |                           |

|                         | Callipodida                |
|                         |                            |
|                         | Chordeumatida (Samenfüßer) |
|                         |                            |
|                         | Stemmiulida                |
| Vorlage:Klade/Wartung/3 |                            |

|                                                 | Julida (Schnurfüßer)      |
|                                                 |                           |
|                                                 | Juliformia incertae sedis |
|                                                 |                           |
|                                                 | Spirobolida               |
|                                                 |                           |
|                                                 | Spirostreptida            |
| Vorlage:Klade/Wartung/3 Vorlage:Klade/Wartung/4 |                           |

|                         | Callipodida                |
|                         |                            |
|                         | Chordeumatida (Samenfüßer) |
|                         |                            |
|                         | Stemmiulida                |
| Vorlage:Klade/Wartung/3 |                            |

| Limacomorpha | Glomeridesmida (Urtausendfüßer)                                                           |
|              | Glomeridesmida (Urtausendfüßer)                                                           |
| Oniscomorpha | \| \| Glomerida (Saftkugler) \| \| \| \| \| \| Sphaerotheriida (Riesenkugler) \| \| \| \| |
|              | \| \| Glomerida (Saftkugler) \| \| \| \| \| \| Sphaerotheriida (Riesenkugler) \| \| \| \| |
|              | Glomerida (Saftkugler)                                                                    |
|              |                                                                                           |
|              | Sphaerotheriida (Riesenkugler)                                                            |
|              |                                                                                           |

|  | Glomerida (Saftkugler)         |
|  |                                |
|  | Sphaerotheriida (Riesenkugler) |
|  |                                |

|                                                 | Platydesmida                           |
|                                                 |                                        |
|                                                 | Polyzoniida (Saugfüßer oder Bohrfüßer) |
|                                                 |                                        |
|                                                 | Siphonocryptida                        |
|                                                 |                                        |
|                                                 | Siphonophorida                         |
| Vorlage:Klade/Wartung/3 Vorlage:Klade/Wartung/4 |                                        |

|                                                 | Julida (Schnurfüßer)      |
|                                                 |                           |
|                                                 | Juliformia incertae sedis |
|                                                 |                           |
|                                                 | Spirobolida               |
|                                                 |                           |
|                                                 | Spirostreptida            |
| Vorlage:Klade/Wartung/3 Vorlage:Klade/Wartung/4 |                           |

|                         | Callipodida                |
|                         |                            |
|                         | Chordeumatida (Samenfüßer) |
|                         |                            |
|                         | Stemmiulida                |
| Vorlage:Klade/Wartung/3 |                            |

|                                                 | Julida (Schnurfüßer)      |
|                                                 |                           |
|                                                 | Juliformia incertae sedis |
|                                                 |                           |
|                                                 | Spirobolida               |
|                                                 |                           |
|                                                 | Spirostreptida            |
| Vorlage:Klade/Wartung/3 Vorlage:Klade/Wartung/4 |                           |

|                         | Callipodida                |
|                         |                            |
|                         | Chordeumatida (Samenfüßer) |
|                         |                            |
|                         | Stemmiulida                |
| Vorlage:Klade/Wartung/3 |                            |

|                                                 | Platydesmida                           |
|                                                 |                                        |
|                                                 | Polyzoniida (Saugfüßer oder Bohrfüßer) |
|                                                 |                                        |
|                                                 | Siphonocryptida                        |
|                                                 |                                        |
|                                                 | Siphonophorida                         |
| Vorlage:Klade/Wartung/3 Vorlage:Klade/Wartung/4 |                                        |

|                                                 | Julida (Schnurfüßer)      |
|                                                 |                           |
|                                                 | Juliformia incertae sedis |
|                                                 |                           |
|                                                 | Spirobolida               |
|                                                 |                           |
|                                                 | Spirostreptida            |
| Vorlage:Klade/Wartung/3 Vorlage:Klade/Wartung/4 |                           |

|                         | Callipodida                |
|                         |                            |
|                         | Chordeumatida (Samenfüßer) |
|                         |                            |
|                         | Stemmiulida                |
| Vorlage:Klade/Wartung/3 |                            |

|                                                 | Julida (Schnurfüßer)      |
|                                                 |                           |
|                                                 | Juliformia incertae sedis |
|                                                 |                           |
|                                                 | Spirobolida               |
|                                                 |                           |
|                                                 | Spirostreptida            |
| Vorlage:Klade/Wartung/3 Vorlage:Klade/Wartung/4 |                           |

|                         | Callipodida                |
|                         |                            |
|                         | Chordeumatida (Samenfüßer) |
|                         |                            |
|                         | Stemmiulida                |
| Vorlage:Klade/Wartung/3 |                            |

|                                                 | Platydesmida                           |
|                                                 |                                        |
|                                                 | Polyzoniida (Saugfüßer oder Bohrfüßer) |
|                                                 |                                        |
|                                                 | Siphonocryptida                        |
|                                                 |                                        |
|                                                 | Siphonophorida                         |
| Vorlage:Klade/Wartung/3 Vorlage:Klade/Wartung/4 |                                        |

|                                                 | Julida (Schnurfüßer)      |
|                                                 |                           |
|                                                 | Juliformia incertae sedis |
|                                                 |                           |
|                                                 | Spirobolida               |
|                                                 |                           |
|                                                 | Spirostreptida            |
| Vorlage:Klade/Wartung/3 Vorlage:Klade/Wartung/4 |                           |

|                         | Callipodida                |
|                         |                            |
|                         | Chordeumatida (Samenfüßer) |
|                         |                            |
|                         | Stemmiulida                |
| Vorlage:Klade/Wartung/3 |                            |

|                                                 | Julida (Schnurfüßer)      |
|                                                 |                           |
|                                                 | Juliformia incertae sedis |
|                                                 |                           |
|                                                 | Spirobolida               |
|                                                 |                           |
|                                                 | Spirostreptida            |
| Vorlage:Klade/Wartung/3 Vorlage:Klade/Wartung/4 |                           |

|                         | Callipodida                |
|                         |                            |
|                         | Chordeumatida (Samenfüßer) |
|                         |                            |
|                         | Stemmiulida                |
| Vorlage:Klade/Wartung/3 |                            |

|                                                 | Platydesmida                           |
|                                                 |                                        |
|                                                 | Polyzoniida (Saugfüßer oder Bohrfüßer) |
|                                                 |                                        |
|                                                 | Siphonocryptida                        |
|                                                 |                                        |
|                                                 | Siphonophorida                         |
| Vorlage:Klade/Wartung/3 Vorlage:Klade/Wartung/4 |                                        |

|                                                 | Julida (Schnurfüßer)      |
|                                                 |                           |
|                                                 | Juliformia incertae sedis |
|                                                 |                           |
|                                                 | Spirobolida               |
|                                                 |                           |
|                                                 | Spirostreptida            |
| Vorlage:Klade/Wartung/3 Vorlage:Klade/Wartung/4 |                           |

|                         | Callipodida                |
|                         |                            |
|                         | Chordeumatida (Samenfüßer) |
|                         |                            |
|                         | Stemmiulida                |
| Vorlage:Klade/Wartung/3 |                            |

|                                                 | Julida (Schnurfüßer)      |
|                                                 |                           |
|                                                 | Juliformia incertae sedis |
|                                                 |                           |
|                                                 | Spirobolida               |
|                                                 |                           |
|                                                 | Spirostreptida            |
| Vorlage:Klade/Wartung/3 Vorlage:Klade/Wartung/4 |                           |

|                         | Callipodida                |
|                         |                            |
|                         | Chordeumatida (Samenfüßer) |
|                         |                            |
|                         | Stemmiulida                |
| Vorlage:Klade/Wartung/3 |                            |

| Limacomorpha | Glomeridesmida (Urtausendfüßer)                                                           |
|              | Glomeridesmida (Urtausendfüßer)                                                           |
| Oniscomorpha | \| \| Glomerida (Saftkugler) \| \| \| \| \| \| Sphaerotheriida (Riesenkugler) \| \| \| \| |
|              | \| \| Glomerida (Saftkugler) \| \| \| \| \| \| Sphaerotheriida (Riesenkugler) \| \| \| \| |
|              | Glomerida (Saftkugler)                                                                    |
|              |                                                                                           |
|              | Sphaerotheriida (Riesenkugler)                                                            |
|              |                                                                                           |

|  | Glomerida (Saftkugler)         |
|  |                                |
|  | Sphaerotheriida (Riesenkugler) |
|  |                                |

|                                                 | Platydesmida                           |
|                                                 |                                        |
|                                                 | Polyzoniida (Saugfüßer oder Bohrfüßer) |
|                                                 |                                        |
|                                                 | Siphonocryptida                        |
|                                                 |                                        |
|                                                 | Siphonophorida                         |
| Vorlage:Klade/Wartung/3 Vorlage:Klade/Wartung/4 |                                        |

|                                                 | Julida (Schnurfüßer)      |
|                                                 |                           |
|                                                 | Juliformia incertae sedis |
|                                                 |                           |
|                                                 | Spirobolida               |
|                                                 |                           |
|                                                 | Spirostreptida            |
| Vorlage:Klade/Wartung/3 Vorlage:Klade/Wartung/4 |                           |

|                         | Callipodida                |
|                         |                            |
|                         | Chordeumatida (Samenfüßer) |
|                         |                            |
|                         | Stemmiulida                |
| Vorlage:Klade/Wartung/3 |                            |

|                                                 | Julida (Schnurfüßer)      |
|                                                 |                           |
|                                                 | Juliformia incertae sedis |
|                                                 |                           |
|                                                 | Spirobolida               |
|                                                 |                           |
|                                                 | Spirostreptida            |
| Vorlage:Klade/Wartung/3 Vorlage:Klade/Wartung/4 |                           |

|                         | Callipodida                |
|                         |                            |
|                         | Chordeumatida (Samenfüßer) |
|                         |                            |
|                         | Stemmiulida                |
| Vorlage:Klade/Wartung/3 |                            |

|                                                 | Platydesmida                           |
|                                                 |                                        |
|                                                 | Polyzoniida (Saugfüßer oder Bohrfüßer) |
|                                                 |                                        |
|                                                 | Siphonocryptida                        |
|                                                 |                                        |
|                                                 | Siphonophorida                         |
| Vorlage:Klade/Wartung/3 Vorlage:Klade/Wartung/4 |                                        |

|                                                 | Julida (Schnurfüßer)      |
|                                                 |                           |
|                                                 | Juliformia incertae sedis |
|                                                 |                           |
|                                                 | Spirobolida               |
|                                                 |                           |
|                                                 | Spirostreptida            |
| Vorlage:Klade/Wartung/3 Vorlage:Klade/Wartung/4 |                           |

|                         | Callipodida                |
|                         |                            |
|                         | Chordeumatida (Samenfüßer) |
|                         |                            |
|                         | Stemmiulida                |
| Vorlage:Klade/Wartung/3 |                            |

|                                                 | Julida (Schnurfüßer)      |
|                                                 |                           |
|                                                 | Juliformia incertae sedis |
|                                                 |                           |
|                                                 | Spirobolida               |
|                                                 |                           |
|                                                 | Spirostreptida            |
| Vorlage:Klade/Wartung/3 Vorlage:Klade/Wartung/4 |                           |

|                         | Callipodida                |
|                         |                            |
|                         | Chordeumatida (Samenfüßer) |
|                         |                            |
|                         | Stemmiulida                |
| Vorlage:Klade/Wartung/3 |                            |

|                                                 | Platydesmida                           |
|                                                 |                                        |
|                                                 | Polyzoniida (Saugfüßer oder Bohrfüßer) |
|                                                 |                                        |
|                                                 | Siphonocryptida                        |
|                                                 |                                        |
|                                                 | Siphonophorida                         |
| Vorlage:Klade/Wartung/3 Vorlage:Klade/Wartung/4 |                                        |

|                                                 | Julida (Schnurfüßer)      |
|                                                 |                           |
|                                                 | Juliformia incertae sedis |
|                                                 |                           |
|                                                 | Spirobolida               |
|                                                 |                           |
|                                                 | Spirostreptida            |
| Vorlage:Klade/Wartung/3 Vorlage:Klade/Wartung/4 |                           |

|                         | Callipodida                |
|                         |                            |
|                         | Chordeumatida (Samenfüßer) |
|                         |                            |
|                         | Stemmiulida                |
| Vorlage:Klade/Wartung/3 |                            |

|                                                 | Julida (Schnurfüßer)      |
|                                                 |                           |
|                                                 | Juliformia incertae sedis |
|                                                 |                           |
|                                                 | Spirobolida               |
|                                                 |                           |
|                                                 | Spirostreptida            |
| Vorlage:Klade/Wartung/3 Vorlage:Klade/Wartung/4 |                           |

|                         | Callipodida                |
|                         |                            |
|                         | Chordeumatida (Samenfüßer) |
|                         |                            |
|                         | Stemmiulida                |
| Vorlage:Klade/Wartung/3 |                            |

|                                                 | Platydesmida                           |
|                                                 |                                        |
|                                                 | Polyzoniida (Saugfüßer oder Bohrfüßer) |
|                                                 |                                        |
|                                                 | Siphonocryptida                        |
|                                                 |                                        |
|                                                 | Siphonophorida                         |
| Vorlage:Klade/Wartung/3 Vorlage:Klade/Wartung/4 |                                        |

|                                                 | Julida (Schnurfüßer)      |
|                                                 |                           |
|                                                 | Juliformia incertae sedis |
|                                                 |                           |
|                                                 | Spirobolida               |
|                                                 |                           |
|                                                 | Spirostreptida            |
| Vorlage:Klade/Wartung/3 Vorlage:Klade/Wartung/4 |                           |

|                         | Callipodida                |
|                         |                            |
|                         | Chordeumatida (Samenfüßer) |
|                         |                            |
|                         | Stemmiulida                |
| Vorlage:Klade/Wartung/3 |                            |

|                                                 | Julida (Schnurfüßer)      |
|                                                 |                           |
|                                                 | Juliformia incertae sedis |
|                                                 |                           |
|                                                 | Spirobolida               |
|                                                 |                           |
|                                                 | Spirostreptida            |
| Vorlage:Klade/Wartung/3 Vorlage:Klade/Wartung/4 |                           |

|                         | Callipodida                |
|                         |                            |
|                         | Chordeumatida (Samenfüßer) |
|                         |                            |
|                         | Stemmiulida                |
| Vorlage:Klade/Wartung/3 |                            |

| Limacomorpha | Glomeridesmida (Urtausendfüßer)                                                           |
|              | Glomeridesmida (Urtausendfüßer)                                                           |
| Oniscomorpha | \| \| Glomerida (Saftkugler) \| \| \| \| \| \| Sphaerotheriida (Riesenkugler) \| \| \| \| |
|              | \| \| Glomerida (Saftkugler) \| \| \| \| \| \| Sphaerotheriida (Riesenkugler) \| \| \| \| |
|              | Glomerida (Saftkugler)                                                                    |
|              |                                                                                           |
|              | Sphaerotheriida (Riesenkugler)                                                            |
|              |                                                                                           |

|  | Glomerida (Saftkugler)         |
|  |                                |
|  | Sphaerotheriida (Riesenkugler) |
|  |                                |

|                                                 | Platydesmida                           |
|                                                 |                                        |
|                                                 | Polyzoniida (Saugfüßer oder Bohrfüßer) |
|                                                 |                                        |
|                                                 | Siphonocryptida                        |
|                                                 |                                        |
|                                                 | Siphonophorida                         |
| Vorlage:Klade/Wartung/3 Vorlage:Klade/Wartung/4 |                                        |

|                                                 | Julida (Schnurfüßer)      |
|                                                 |                           |
|                                                 | Juliformia incertae sedis |
|                                                 |                           |
|                                                 | Spirobolida               |
|                                                 |                           |
|                                                 | Spirostreptida            |
| Vorlage:Klade/Wartung/3 Vorlage:Klade/Wartung/4 |                           |

|                         | Callipodida                |
|                         |                            |
|                         | Chordeumatida (Samenfüßer) |
|                         |                            |
|                         | Stemmiulida                |
| Vorlage:Klade/Wartung/3 |                            |

|                                                 | Julida (Schnurfüßer)      |
|                                                 |                           |
|                                                 | Juliformia incertae sedis |
|                                                 |                           |
|                                                 | Spirobolida               |
|                                                 |                           |
|                                                 | Spirostreptida            |
| Vorlage:Klade/Wartung/3 Vorlage:Klade/Wartung/4 |                           |

|                         | Callipodida                |
|                         |                            |
|                         | Chordeumatida (Samenfüßer) |
|                         |                            |
|                         | Stemmiulida                |
| Vorlage:Klade/Wartung/3 |                            |

|                                                 | Platydesmida                           |
|                                                 |                                        |
|                                                 | Polyzoniida (Saugfüßer oder Bohrfüßer) |
|                                                 |                                        |
|                                                 | Siphonocryptida                        |
|                                                 |                                        |
|                                                 | Siphonophorida                         |
| Vorlage:Klade/Wartung/3 Vorlage:Klade/Wartung/4 |                                        |

|                                                 | Julida (Schnurfüßer)      |
|                                                 |                           |
|                                                 | Juliformia incertae sedis |
|                                                 |                           |
|                                                 | Spirobolida               |
|                                                 |                           |
|                                                 | Spirostreptida            |
| Vorlage:Klade/Wartung/3 Vorlage:Klade/Wartung/4 |                           |

|                         | Callipodida                |
|                         |                            |
|                         | Chordeumatida (Samenfüßer) |
|                         |                            |
|                         | Stemmiulida                |
| Vorlage:Klade/Wartung/3 |                            |

|                                                 | Julida (Schnurfüßer)      |
|                                                 |                           |
|                                                 | Juliformia incertae sedis |
|                                                 |                           |
|                                                 | Spirobolida               |
|                                                 |                           |
|                                                 | Spirostreptida            |
| Vorlage:Klade/Wartung/3 Vorlage:Klade/Wartung/4 |                           |

|                         | Callipodida                |
|                         |                            |
|                         | Chordeumatida (Samenfüßer) |
|                         |                            |
|                         | Stemmiulida                |
| Vorlage:Klade/Wartung/3 |                            |

|                                                 | Platydesmida                           |
|                                                 |                                        |
|                                                 | Polyzoniida (Saugfüßer oder Bohrfüßer) |
|                                                 |                                        |
|                                                 | Siphonocryptida                        |
|                                                 |                                        |
|                                                 | Siphonophorida                         |
| Vorlage:Klade/Wartung/3 Vorlage:Klade/Wartung/4 |                                        |

|                                                 | Julida (Schnurfüßer)      |
|                                                 |                           |
|                                                 | Juliformia incertae sedis |
|                                                 |                           |
|                                                 | Spirobolida               |
|                                                 |                           |
|                                                 | Spirostreptida            |
| Vorlage:Klade/Wartung/3 Vorlage:Klade/Wartung/4 |                           |

|                         | Callipodida                |
|                         |                            |
|                         | Chordeumatida (Samenfüßer) |
|                         |                            |
|                         | Stemmiulida                |
| Vorlage:Klade/Wartung/3 |                            |

|                                                 | Julida (Schnurfüßer)      |
|                                                 |                           |
|                                                 | Juliformia incertae sedis |
|                                                 |                           |
|                                                 | Spirobolida               |
|                                                 |                           |
|                                                 | Spirostreptida            |
| Vorlage:Klade/Wartung/3 Vorlage:Klade/Wartung/4 |                           |

|                         | Callipodida                |
|                         |                            |
|                         | Chordeumatida (Samenfüßer) |
|                         |                            |
|                         | Stemmiulida                |
| Vorlage:Klade/Wartung/3 |                            |

|                                                 | Platydesmida                           |
|                                                 |                                        |
|                                                 | Polyzoniida (Saugfüßer oder Bohrfüßer) |
|                                                 |                                        |
|                                                 | Siphonocryptida                        |
|                                                 |                                        |
|                                                 | Siphonophorida                         |
| Vorlage:Klade/Wartung/3 Vorlage:Klade/Wartung/4 |                                        |

|                                                 | Julida (Schnurfüßer)      |
|                                                 |                           |
|                                                 | Juliformia incertae sedis |
|                                                 |                           |
|                                                 | Spirobolida               |
|                                                 |                           |
|                                                 | Spirostreptida            |
| Vorlage:Klade/Wartung/3 Vorlage:Klade/Wartung/4 |                           |

|                         | Callipodida                |
|                         |                            |
|                         | Chordeumatida (Samenfüßer) |
|                         |                            |
|                         | Stemmiulida                |
| Vorlage:Klade/Wartung/3 |                            |

|                                                 | Julida (Schnurfüßer)      |
|                                                 |                           |
|                                                 | Juliformia incertae sedis |
|                                                 |                           |
|                                                 | Spirobolida               |
|                                                 |                           |
|                                                 | Spirostreptida            |
| Vorlage:Klade/Wartung/3 Vorlage:Klade/Wartung/4 |                           |

|                         | Callipodida                |
|                         |                            |
|                         | Chordeumatida (Samenfüßer) |
|                         |                            |
|                         | Stemmiulida                |
| Vorlage:Klade/Wartung/3 |                            |

| Limacomorpha | Glomeridesmida (Urtausendfüßer)                                                           |
|              | Glomeridesmida (Urtausendfüßer)                                                           |
| Oniscomorpha | \| \| Glomerida (Saftkugler) \| \| \| \| \| \| Sphaerotheriida (Riesenkugler) \| \| \| \| |
|              | \| \| Glomerida (Saftkugler) \| \| \| \| \| \| Sphaerotheriida (Riesenkugler) \| \| \| \| |
|              | Glomerida (Saftkugler)                                                                    |
|              |                                                                                           |
|              | Sphaerotheriida (Riesenkugler)                                                            |
|              |                                                                                           |

|  | Glomerida (Saftkugler)         |
|  |                                |
|  | Sphaerotheriida (Riesenkugler) |
|  |                                |

## Innere Systematik
Zur Ordnung Julida gehören 5 Überfamilien mit 16 Familien und mindestens 750 Arten. Die Anzahl der Familien, Gattungen und Arten kann je nach Autor und taxonomischem Werk etwas abweichen. Vermutlich existieren noch zahlreiche unbeschriebene Arten, so dass die Artenzahl weitaus höher liegt. Die systematische Gliederung der Schnurfüßer-Familien innerhalb der Überfamilien stellt sich wie folgt dar:
- Überfamilie Blaniuloidea C.L.Koch, 1847
  - Blaniulidae C. L. Koch, 1847 – 46 Arten
  - Galliobatidae Brölemann, 1921 – 1 Art
  - Okeanobatidae Verhoeff, 1942 – 4 Arten
  - Zosteractinidae Loomis, 1943 – 3 Arten
- Überfamilie Juloidea Leach, 1814
  - Julidae Leach, 1814 – 500 Arten (?)
  - Rhopaloiulidae Attems, 1926 – 2 Arten
  - Trichoblaniulidae Verhoeff, 1911 – 5 Arten
  - Trichonemasomatidae Enghoff, 1991 – 1 Art
- Überfamilie Nemasomatoidea Bollman, 1893
  - Chelojulidae Enghoff, 1991 – 1 Art
  - Nemasomatidae Bollman, 1893 – 22 Arten
  - Pseudonemasomatidae Enghoff, 1991 – 1 Art
  - Telsonemasomatidae Enghoff, 1991 – 1 Art
- Überfamilie Paeromopoidea Cook, 1895
  - Aprosphylosomatidae Hoffman, 1961 – 1 Art
  - Paeromopodidae Cook, 1895 – 16 Arten
- Überfamilie Parajuloidea Bollman, 1893
  - Mongoliulidae Pocock, 1903 – 23 Arten
  - Parajulidae Bollman, 1893 – 115 Arten

## Arten aus Deutschland, Österreich und der Schweiz
Im Folgenden sind alle aus Deutschland, Österreich und der Schweiz bekannte Arten aufgelistet. Nicht aufgelistet sind einige Arten, die nahe der Grenzgebiete vorkommen und bei denen es gut möglich ist, dass sie auch in diesen Ländern vorkommen könnten.
- Familie Julidae
  - Acanthoiulus fuscipes – nur Tirol
  - Allajulus dicentrus – nur Österreich
  - Allajulus groedensis – nur Österreich und Deutsche Alpen
  - Allajulus molybdinus – nur Österreich
  - Allajulus nitidus
  - Alpityphlus seewaldi – nur Oberösterreich
  - Brachyiulus bagnalli – nur nordöstliches Österreich, auch in Tschechien nahe der deutschen Grenze
  - Brachyiulus lusitans
  - Brachyiulus pusillus
  - Chaitoiulus spinifer – nur Kärnten
  - Cylindroiulus abaligetanus – nur Grenzgebiet Kärnten/Steiermark
  - Cylindroiulus arborum – nur Ostdeutschland
  - Cylindroiulus boleti – nur Österreich und Südostdeutschland
  - Cylindroiulus britannicus
  - Cylindroiulus broti – nur südliche Schweiz
  - Gemeiner Feldschnurfüßer (Cylindroiulus caeruleocinctus)
  - Cylindroiulus fulviceps – nur zentrale Alpen
  - Cylindroiulus generosensis – nur südliche Schweiz
  - Cylindroiulus italicus – nur zentrale Alpen
  - Cylindroiulus latestriatus
  - Cylindroiulus latzeli – nur Tessin
  - Cylindroiulus luridus – nur Österreich und Südostdeutschland
  - Cylindroiulus meinerti
  - Cylindroiulus parisiorum
  - Gepunkteter Schnurfüßer (Cylindroiulus punctatus)
  - Cylindroiulus salicivorus
  - Cylindroiulus tirolensis – nur zentrale Südalpen
  - Cylindroiulus truncorum
  - Cylindroiulus verhoeffi – nur Schweiz und Österreich
  - Cylindroiulus vulnerarius – nur Norddeutschland
  - Cylindroiulus zinalensis – nur Alpenraum
  - Enantiulus dentigerus – nur südöstliche Schweiz
  - Enantiulus karawankianus – nur Tirol und Kärnten
  - Enantiulus nanus
  - Enantiulus simplex – nur Kärnten
  - Hylopachyiulus pygmaeus – nur Tirol
  - Hypsoiulus alpivagus
  - Julus montivagus
  - Gemeiner Dunkler Schnurfüßer (Julus scandinavius)
  - Julus scanicus – nur Norddeutschland
  - Julus terrestris – nur Norddeutschland
  - Kryphioiulus occultus – nicht in der Schweiz
  - Leptoiulus abietum – nur Österreich
  - Leptoiulus alemannicus – nur Alpenraum
  - Leptoiulus belgicus
  - Leptoiulus bertkaui – nicht in Österreich
  - Leptoiulus broelemanni – nur zentrale Alpen
  - Leptoiulus cibdellus – nur Norddeutschland
  - Leptoiulus faesi – nur südliche Schweiz
  - Leptoiulus helveticus – nur in der Schweiz
  - Leptoiulus kervillei – nur Nordwestdeutschland
  - Leptoiulus marcomannius
  - Leptoiulus montivagus
  - Leptoiulus noricus – nur Österreich und Südostdeutschland
  - Leptoiulus oribates – nur Tirol und Kärnten
  - Leptoiulus proximus – nicht in der Schweiz
  - Leptoiulus riparius – nur zentrale Alpen
  - Leptoiulus saltuvagus – nur Alpen
  - Leptoiulus sarasini – nur Graubünden
  - Leptoiulus simplex
  - Leptoiulus trilineatus – nur Südalpen
  - Leptoiulus trilobatus – nur Ostdeutschland
  - Leptoiulus vagabundus – nur Österreich
  - Megaphyllum bosniense – nur Südösterreich
  - Megaphyllum projectum – nicht in der Schweiz
  - Megaphyllum silvaticum – nur Österreich und evtl. Grenzgebiet Deutschland
  - Megaphyllum sjaelandicum – nur Nordostdeutschland
  - Megaphyllum unilineatum – nicht in der Schweiz
  - Mesoiulus gridellii – nur Ostösterreich
  - Ommatoiulus rutilans – nicht in Österreich
  - Sandschnurfüßer (Ommatoiulus sabulosus)
  - Ophyiulus aspidiorum – nur Österreich
  - Ophyiulus curvipes – nur Österreich
  - Ophyiulus germanicus – nur Deutschland
  - Ophyiulus nigrofuscus – nur zentrale Alpen
  - Ophyiulus pilosus
  - Ophyiulus rubrodorsalis – nur südliche Schweiz
  - Pachypodoiulus eurypus
  - Pteridoiulus aspidiorum – nur Österreich und Deutsche Alpen
  - Rossiulus vilnensis – nur Ostdeutschland
  - Styrioiulus pelidnus – nur Kärnten
  - Schwarzer Schnurfüßer (Tachypodoiulus niger)
  - Unciger foetidus
  - Unciger transsilvanicus – nur Österreich und Grenzgebiet Tschechien/Deutschland
  - Xestoiulus imbecillus – nur Österreich
  - Xestoiulus laeticollis – nur Deutschland
- Familie Blaniulidae
  - Archiboreoiulus pallidus
  - Gefleckter Doppelfüßer (Blaniulus guttulatus)
  - Boreoiulus tenuis – nur in Deutschland
  - Choneiulus palmatus
  - Nopoiulus kochii
  - Proteroiulus fuscus
- Familie Nemasomatidae
  - Nemasoma varicorne

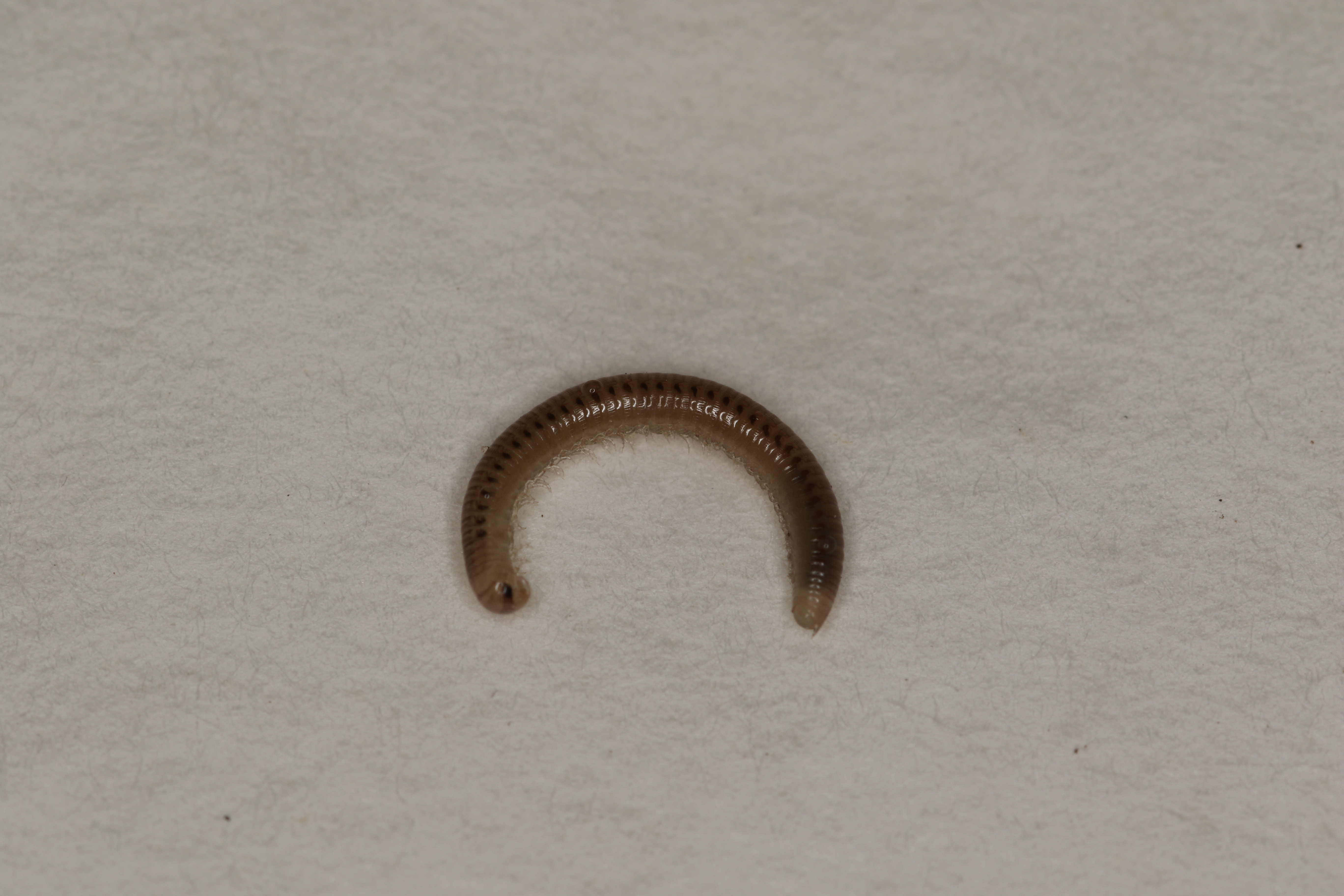
Allajulus nitidus lebt vor allem im Südwesten Deutschlands und ist häufig synanthrop zu finden, aber auch eine typische Waldart
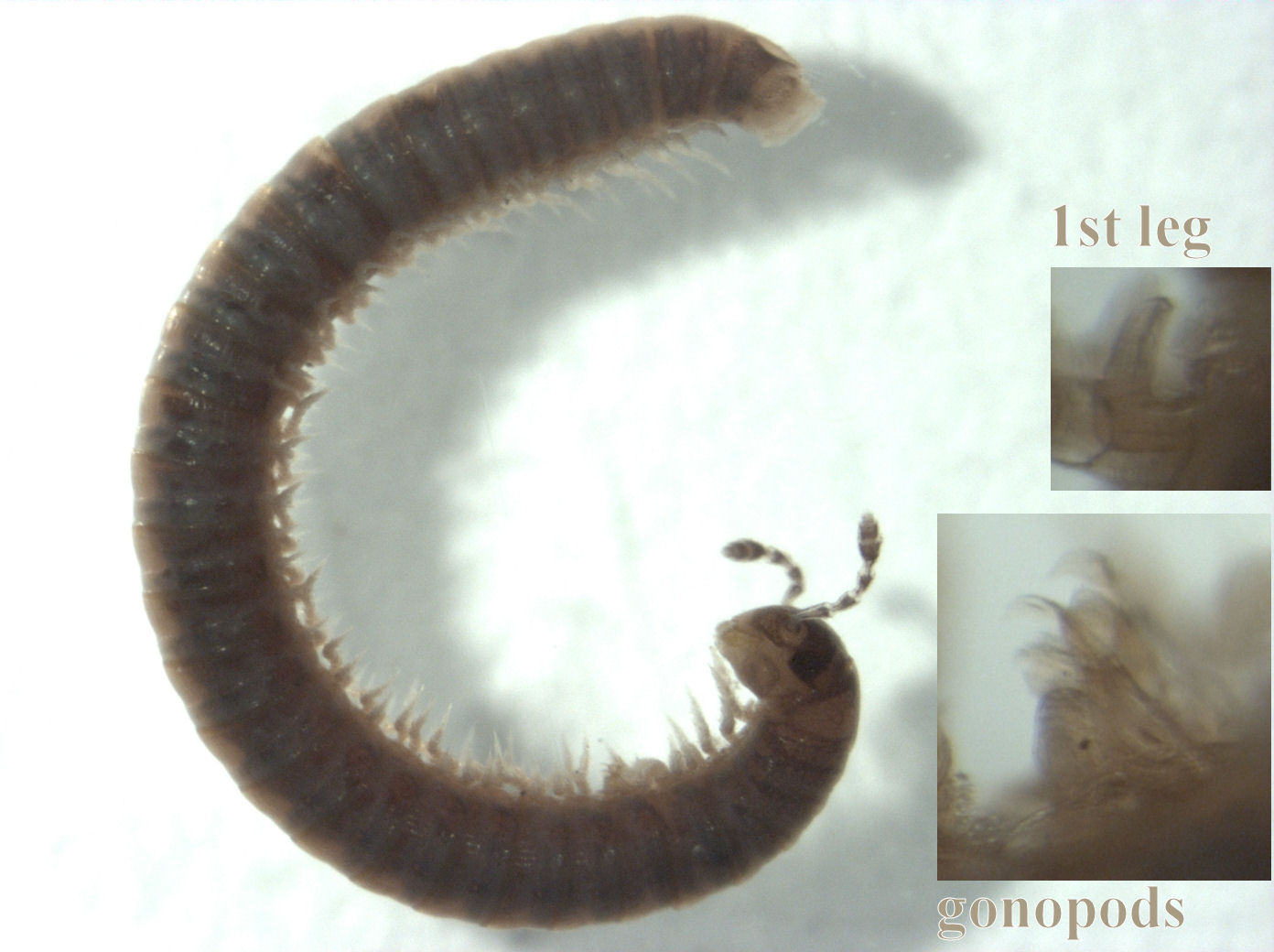
Brachyiulus pusillus ist verstreut in ganz Deutschland zu finden, wurde aber auch in Neuseeland eingeschleppt. Die Art findet sich in verschiedensten Lebensräumen
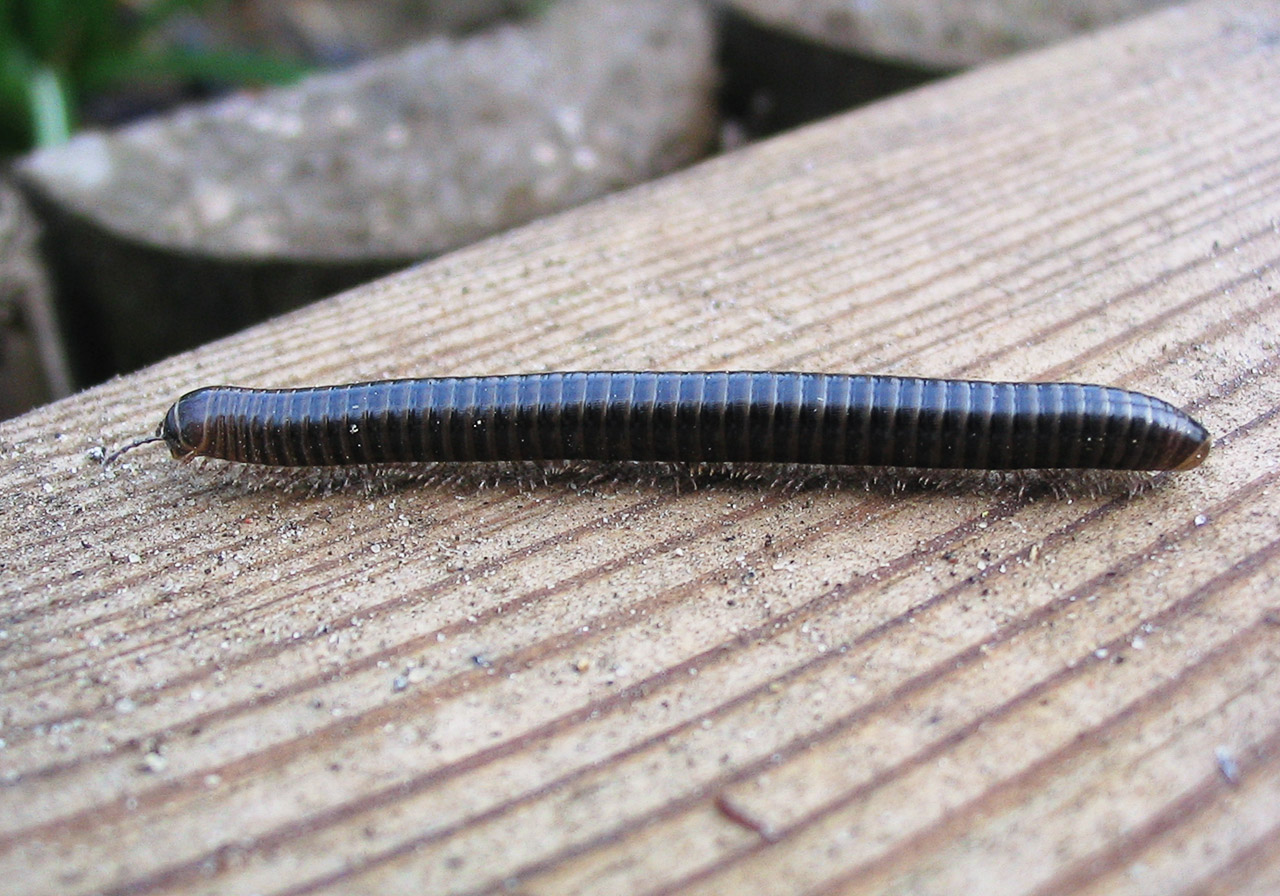
Cylindroiulus caeruleocinctus ist einer der häufigsten Schnurfüßer Deutschlands und nahezu überall verbreitet
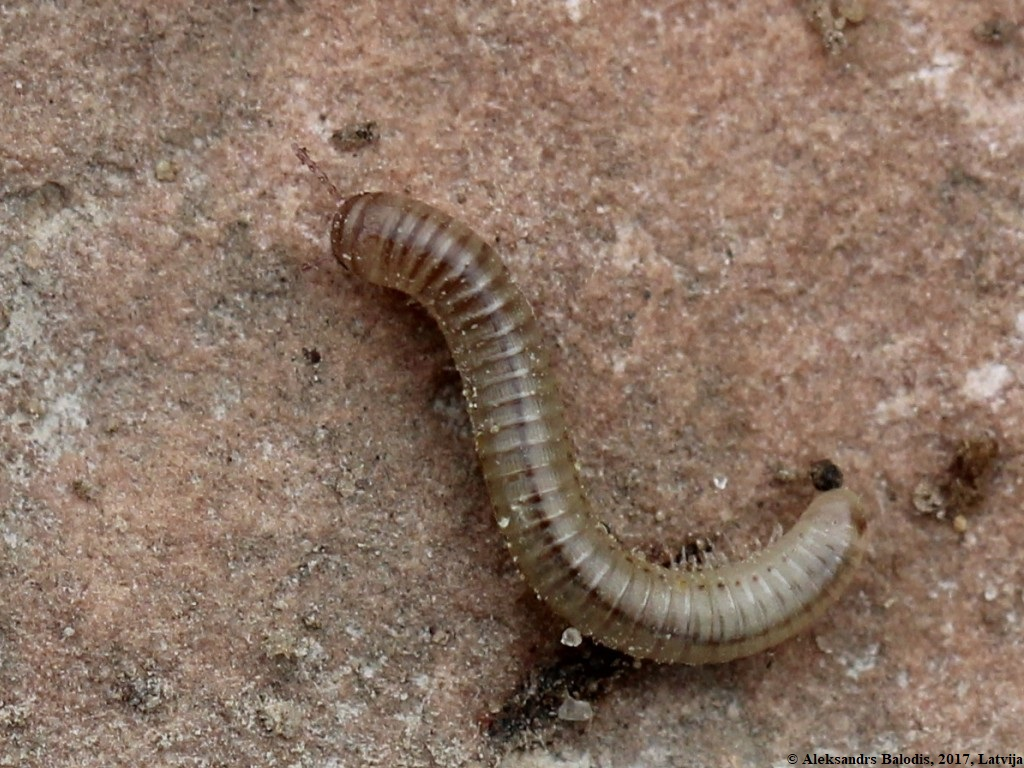
Cylindroiulus punctatus ist vor allem im Norden und Westen Deutschlands eine der häufigsten Schnurfüßer-Arten und unterscheidet sich von C. caeruleocinctus durch die Form des Schwänzchens
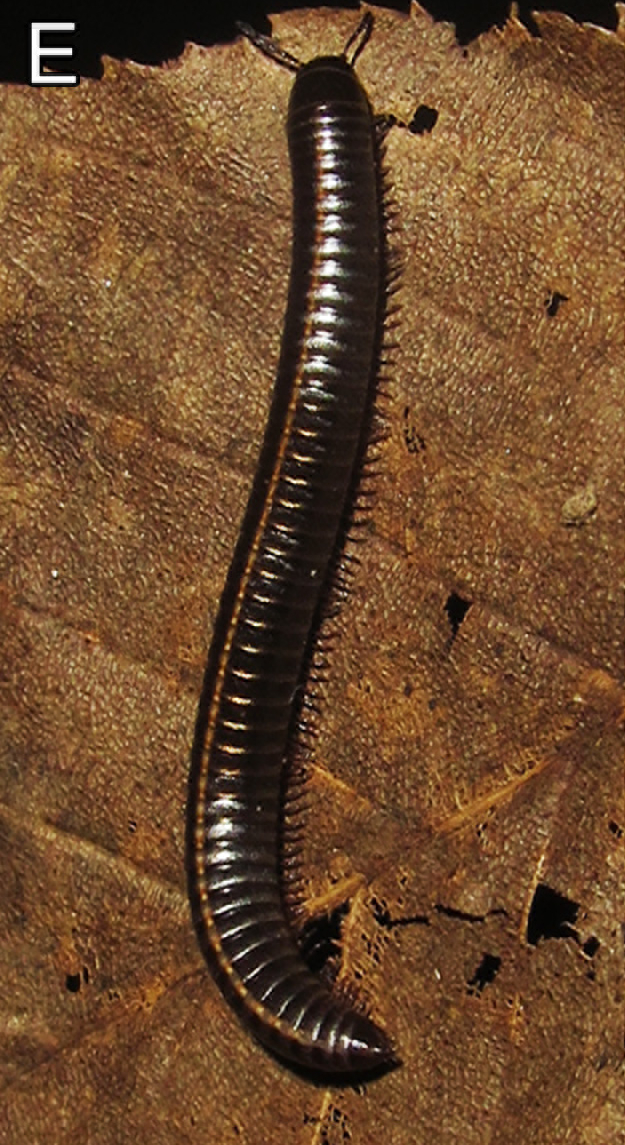
Megaphyllum unilineatum weist einen hellen Längsstreifen auf der Rückenmitte auf
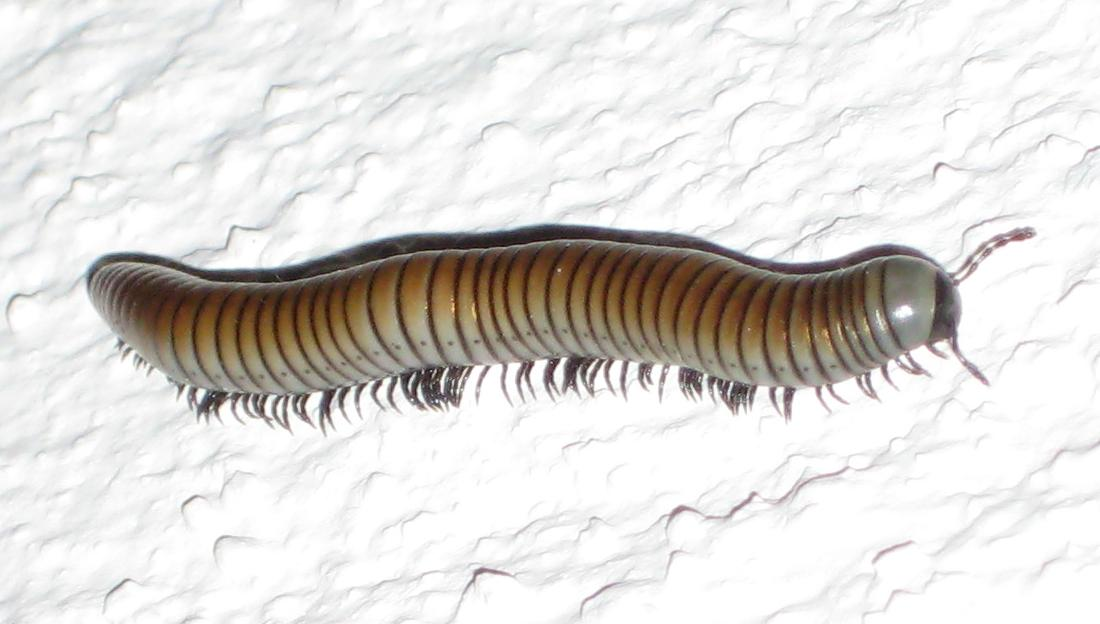
Ommatoiulus rutilans ist in Deutschland nur vereinzelter im Süden zu finden
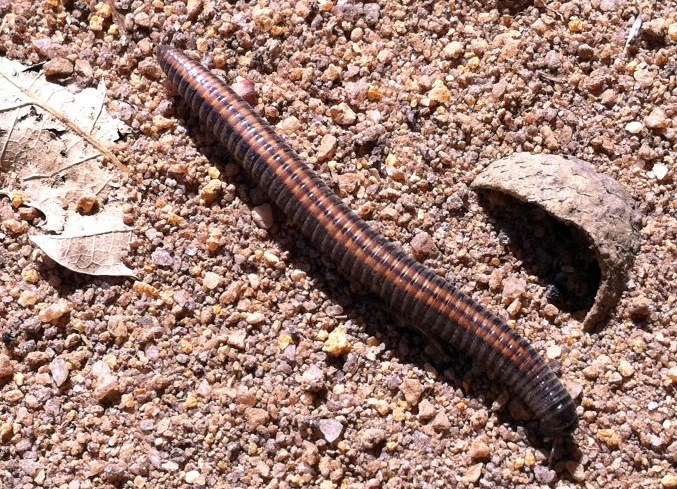
Ommatoiulus sabulosus ist an den beiden hellen Längsstreifen auf dem Rücken gut zu erkennen
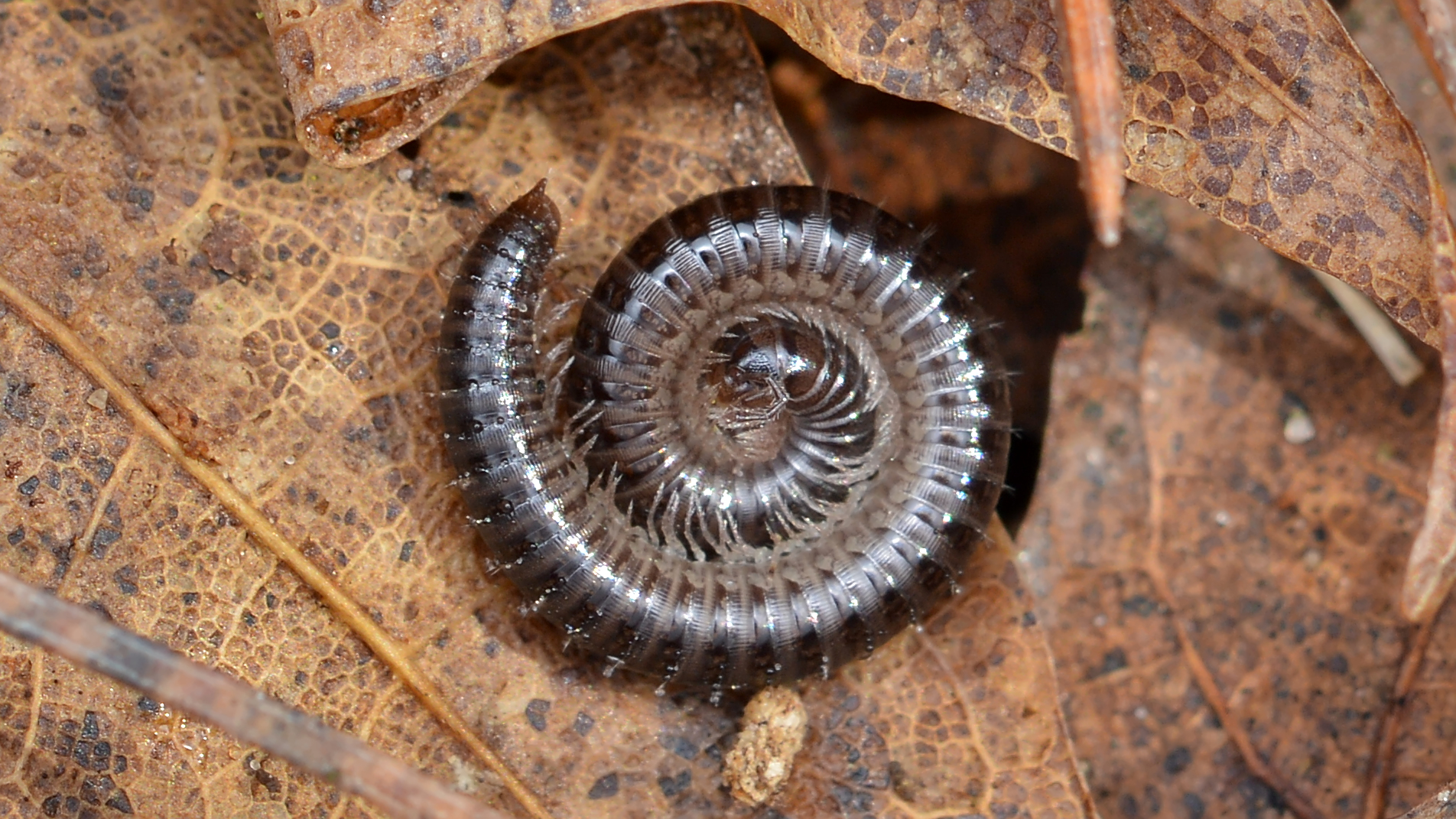
Ophyiulus pilosus ist häufiger im Offenland als im Wald zu finden
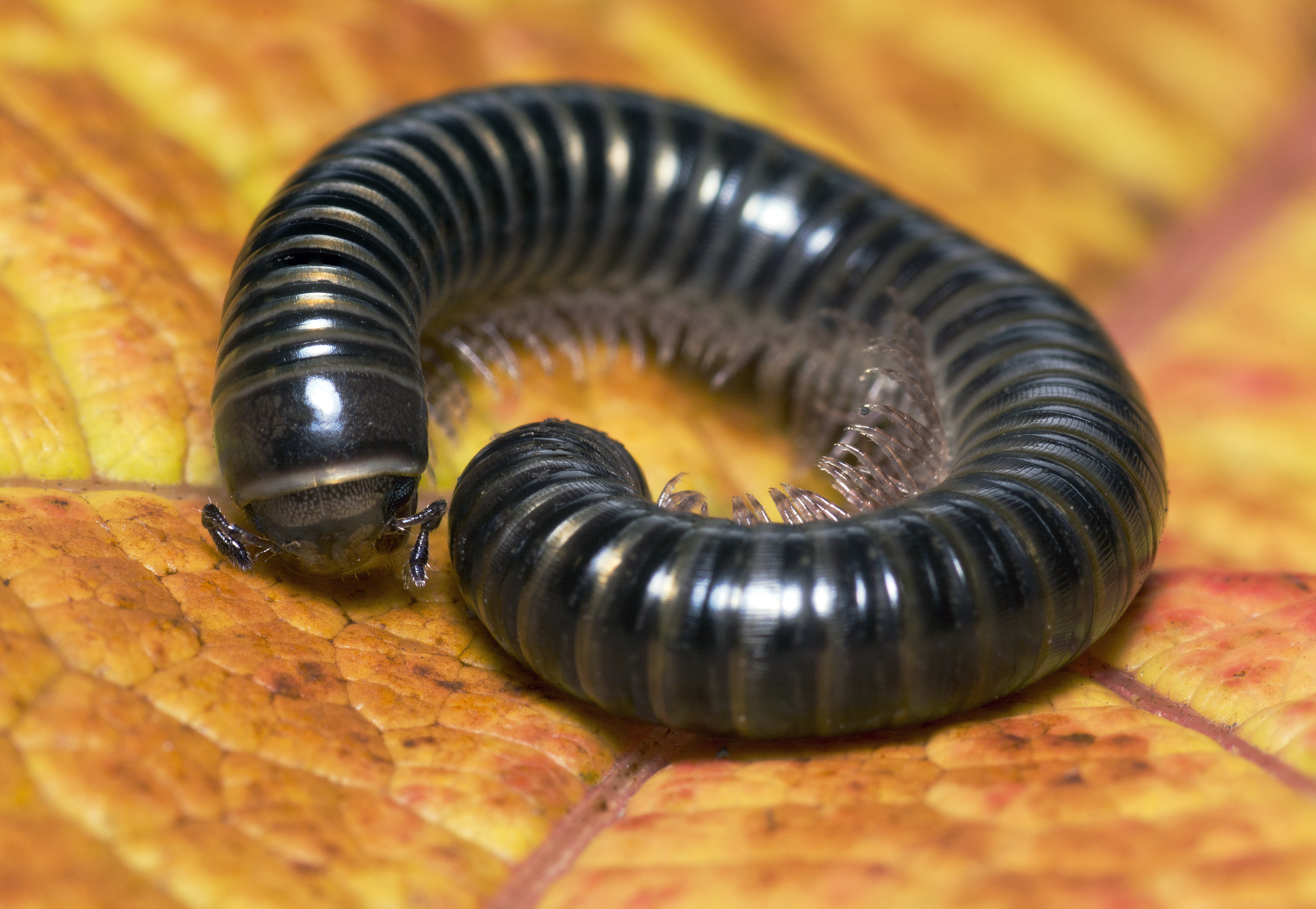
Tachypodoiulus niger ist eine auffallend dunkel gefärbte Art, die vor allem im südlichen und mittleren Deutschland häufig zu finden ist
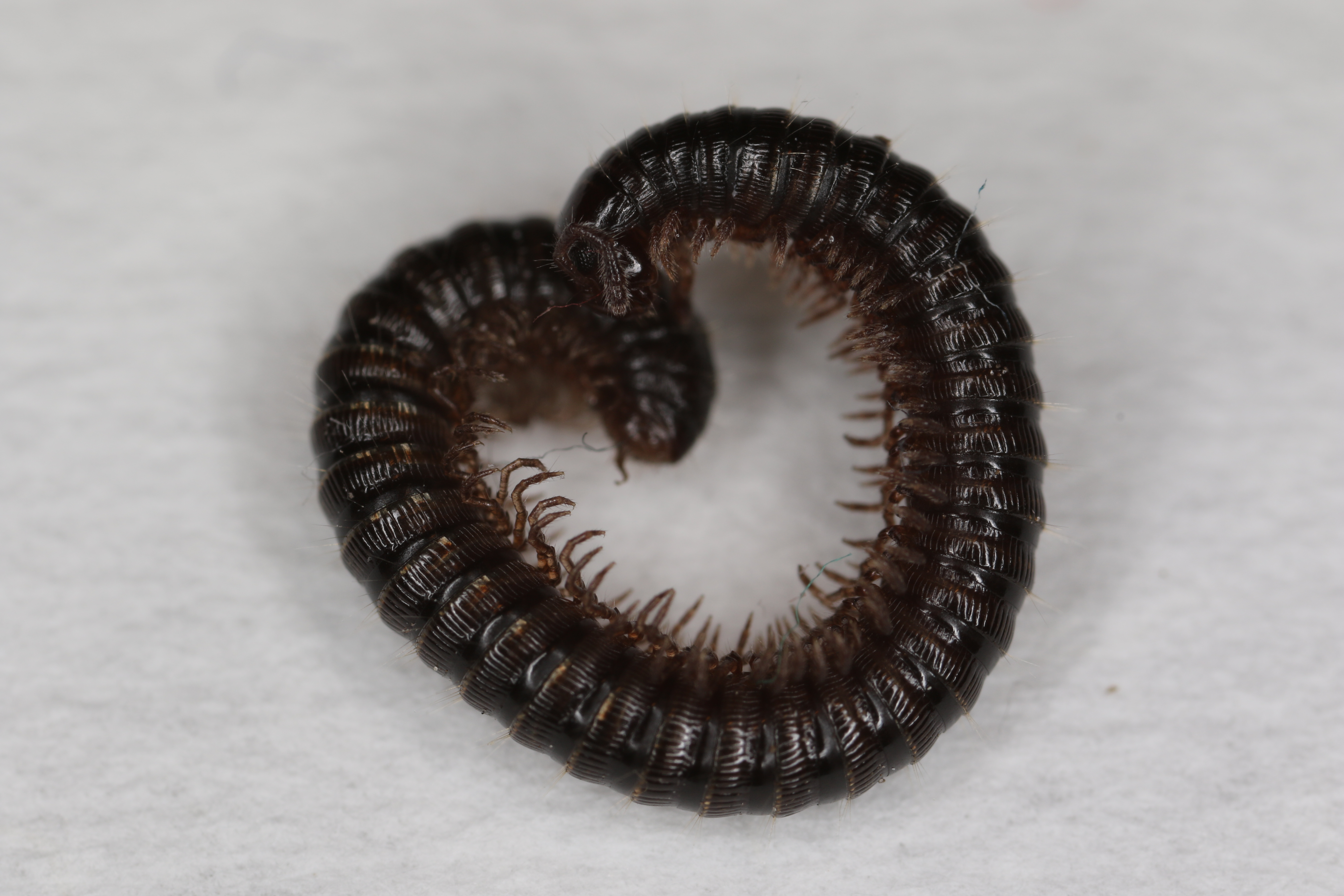
Unciger foetidus ist ebenfalls weit in Deutschland verbreitet, vor allem im Osten
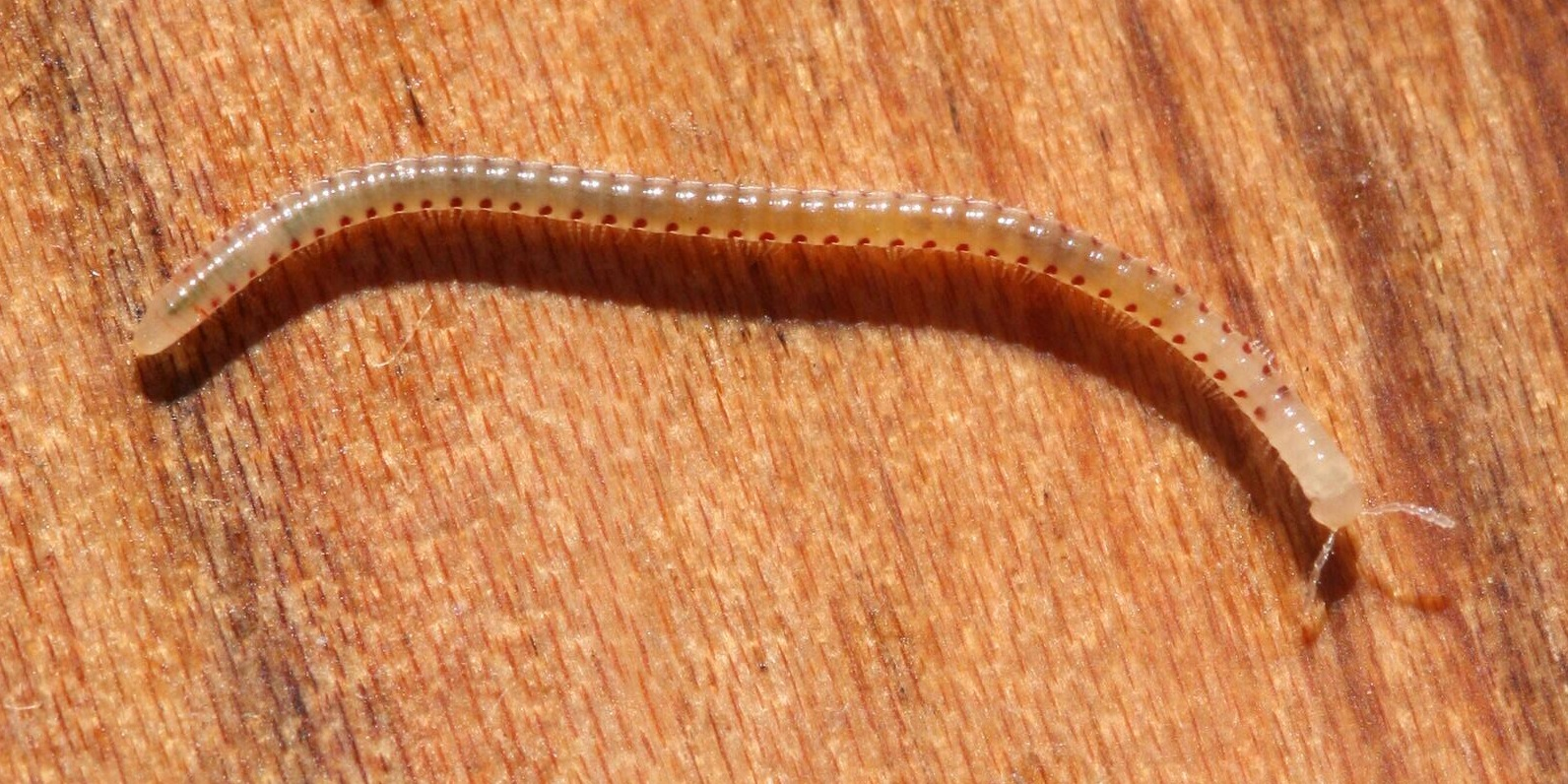
Blaniulus guttulatus ist eine weit verbreitete und gut bekannte Art der Fadenfüßer ohne Augen und mit einer leuchtend karminroten Fleckenreihe auf dem weißlichen bis gelbgrauen Körper
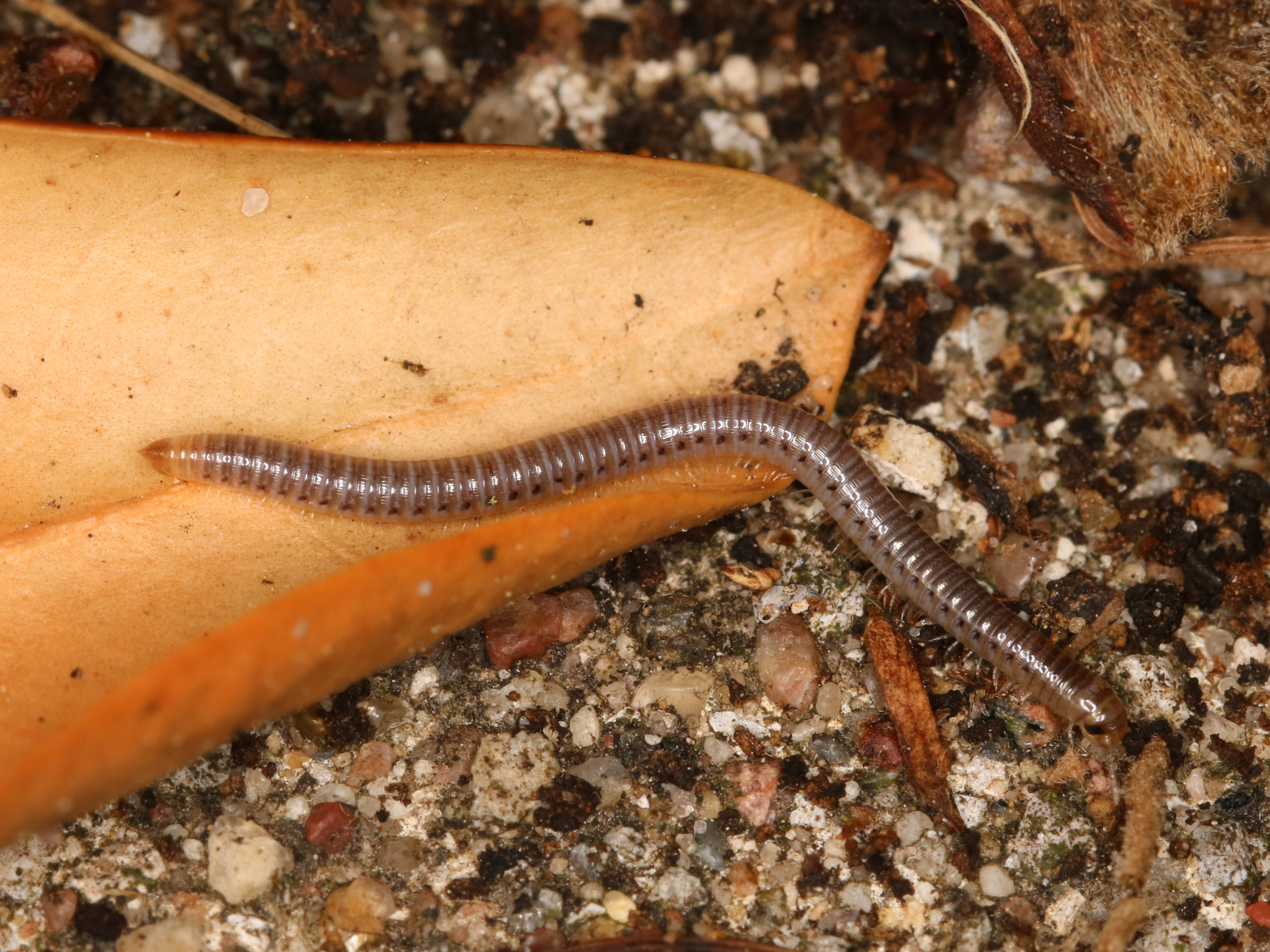
Proteroiulus fuscus ist ein weit in Mittel- und Nordeuropa verbreiteter Fadenfüßer mit zwei Reihen an Einzelaugen und einer dunkelbraunen Fleckenreihe auf dem braunen Körper